# 〈Infinite Dendrogram〉-無盡連鎖-
《〈Infinite Dendrogram〉-無盡連鎖-》是日本作家海道左近的輕小說以及基於輕小說改編的漫畫、動畫作品。輕小說的插畫由擔任。

## 概要
從2015年10月開始在成為小說家吧上連載，2016年11月由HJ文庫（Hobby Japan）發行文庫。另外發行的漫畫版由今井神作畫。在現在（2017年12月），作品在成為小說家吧仍然開放閱讀，作者沒有移除的計畫。
在2018年《這本輕小說真厲害！2018》的文庫部門中排名第三。

## 故事簡介
无限的冒险，如今拉开序幕...
根据每位玩家的不同行为以及性格，游戏习惯等进化为具备独特能力的系统。
装载了如此极具梦想的系统，全方位体感VRMMO-Infinite Dendrogram，在面世一瞬间便引发舆论狂潮席卷全世界。
结束大学入学考试后在东京开始独居生活的椋鸟玲二，在哥哥的邀请下，首次启动哥哥之前推荐的游戏〈Infinite Dendrogram〉...
开始了其波澜万丈的冒险之旅。

## 登場人物

### 阿爾塔王國
玲・斯特林／椋鳥玲二（Ray Starling／Mukudori Reiji，聲：齊藤壯馬）
本作主角，19歲。
上級職：〈聖騎士〉
下級職：〈煌騎兵〉 〈死兵〉 〈斥侯〉
外號：〈不屈〉。(在伊甸事件中接連阻礙Mr.富蘭克林的計畫，而有了<不屈>的外號)
創胎：處女兼武裝型【復仇少女 涅墨西斯】
擁有UBM獎賞武具【瘴焰手甲 加德婪韃】、【紫怨走甲 岣茲嵋茲】、【黑纏套 魔諾庫瓏】及扭蛋獲得的【煌玉馬 白銀之風】、【BR鎧甲】(已損壞，後來改穿畢思理贈送的【火山型黑暗金屬鎧甲】)。
戰隊〈死亡終止符〉經營人。
擁有一個姐姐，一個哥哥（椋鳥修一）。相當害怕姐姐，因此在修一出意外以前經常黏著修一。
原居住於北國，與父母約定一旦考上日本頂級大學－T大便允許他獨居於東京。經過一年半禁絕娛樂及用功讀書後成功達成要求，卻也因此錯過了〈Infinite Dendrogram〉的發售時間。現居住於修一在東京擁有的大廈中。意外與現實中的Mr.富蘭克林居住於同一棟樓中。現實中為扶桑月夜及藤林梢的學弟。討厭眼鏡、女裝及獸耳。
性格熱血且單純，受到許多人的喜愛與尊敬，包括路克、瑪麗、雨果、莉莉安娜及扶桑月夜。然而並不愚鈍，曾經多次靠著敏銳的思考化險為夷。富正義感，厭惡肆意殺害堤安的人。不認為〈Infinite Dendrogram〉僅僅是款遊戲，能在其中感受到生命的重量。其性格與Mr.富蘭克林相差甚遠，也因此被其單方面視為宿敵。
對於變裝時的同伴有敏銳莫名的洞察力，曾一眼識破刻意偽裝的瑪麗及巴巴洛伊狀態時的畢思理。
由於種種原因，裝備變得邪惡且與聖騎士相差甚遠(本人察覺不了)，常受到他人的吐槽。喜愛扭蛋，聲稱「未知的領域就在那裏」。與〈墓碑迷宮探索許可證〉似乎特別有緣。
在拯救米莉安娜的過程中，覺醒自己的創胎涅墨西斯。為回應他的願望，多次覺醒中皆得到以小搏大的能力。曾有多次擊倒UBM的紀錄。
在〈富蘭克林的遊戲〉中一戰成名，並獲得了自己的外號。
在小說第一集中覺醒涅墨西斯的第一型態黑色大劍及第二型態黑旗斧槍。第六集結尾中覺醒第三型態流星風車。 第十四集前覺醒第四型態黑翼水鏡。
涅墨西斯（聲：大野柚布子）
玲的創胎，處女兼武裝型。特性：因果報應（反擊、以小搏大）
貪吃，且隨著故事進展食量越來越大。擔任吐槽玲的對象。愛慕著玲，希望成為他的力量。
極度厭惡玲將錢花在扭蛋上，曾經就此事威脅玲。
討厭不死系生物，因此不喜歡探索〈墓碑迷宮〉。
是基於「為了導護其他事物而讓自己受傷」的本質而誕生。
直至故事第14卷有四種不同型態，各自擁有不同的固有技能。
- 第一型態 黑色大劍

固有技能〈反擊吸收〉
儲存式技能，能使一次攻擊無效化，但有承傷上限。每二十四小時恢復一次存量，最多使用兩次，一次最高吸收傷害為20萬。第二型態覺醒後增為三次，最高吸收傷害增加為30萬。
固有技能〈我即復讎〉
儲存對同一敵人的傷害總量，施放時對此造成傷害的敵人造成無視防禦的兩倍傷害。由於是對造成傷害的敵人計算，因次若沒有對玲造成傷害此技能便無效。
- 第二型態 黑旗斧槍

固有技能〈逆轉如翻旗〉
逆轉所有負面狀態。由於無法逆轉過於強大的負面狀態，故對上強大的敵人（如扶桑月夜）時難以發揮，若敵人賦予負面狀態後死亡，此招也無法發動。
- 第三型態 黑色大盾／流星風車

固有技能〈反擊吸收〉
固有技能〈應報於星之彼方〉
分為α、β型態。
α型態時為黑色大盾，β型態時則展開為巨大的像托爾涅村特產「風星」的風車。
〈應報於星之彼方〉發動於β型態，相當於遠距追蹤式的〈我即復讎〉，並且能造成三倍傷害。然而其需要一分鐘的時間來蓄力，此時無法轉換為α型態，亦無法使用〈反擊吸收〉。此外，此技能會以其承受傷害值的十分之一，作為其飛行距離與速度（如：承受10000點傷害，便以1000AGI，追蹤1000共尺）。
- 第四型態 黑翼水鏡

固有技能〈我即復讎〉
固有技能〈追擊者自水鏡而來〉
使用〈追擊者自水鏡而來〉時，可選擇對玲造成過傷害的人其單一屬性，並使玲的同一屬性提升至完全相同，代價為每分鐘扣除「跟所選擇的屬性相同數值」的傷害計量（例如：敵人對玲造成1萬傷害，玲選擇其AGI，若敵人的AGI為1252，接下來玲的AGI會提升至跟敵人完全相同的1252，但接下來每分鐘都會從1萬中扣除1252的傷害計量。）
鏡旁的雙翼可拆下變成雙劍，雙劍各可發動一半傷害量的《我即復讐》，使原本單次傷害的《我即復讐》變成能連續用兩次，對人戰時，兩次的《我即復讐》可用來破壞救命別針和擊殺敵人。
路克・福爾摩斯／路西斯・福爾摩斯（聲：小市眞琴）
十五歲，玲最初的同伴之一。
超級職：〈色慾魔王〉
上級職：〈亡八〉 〈高位從魔師〉
下級職：〈人口販子〉 〈從魔師〉 〈娼妓〉 〈附魔術師〉。
外號：無
創胎：守衛型【墮落天魔 巴比倫】
英國人，其父親為偵探，母親為怪盜。由於知曉路西斯的才能，卻又想讓他做出自己的選擇，因此輪流對他實施英才教育，使路西斯同時擁有偵探與怪盜的技能。其父母在一次旅行中為拯救飛機上的孩童而喪生，而此時路西斯才明白自己根本沒有想做的事情。為尋找自我而進入了〈Infinite Dendrogram〉。遊戲名取自西洋棋的城堡（Rook）。
長相相當可愛，據玲所言，路克在他的〈Infinite Dendrogram〉長相排行榜裡居於不動的第一名。
藉由〈人口販子〉的技能馴服了多隻魔物，包括【三重衝角亞龍】瑪麗蓮、【岩鳥】奧黛麗及【秘銀武裝史萊姆】麗茲。
在玲與同伴們的身邊是個溫柔的少年，然而面對敵人時會變得冷酷、充滿算計。似乎有點腹黑。
尊敬著玲的表裡如一，嚮往玲與涅墨西斯的作戰方式。
不時會教伊麗莎白怪盜技巧，搞得騎士團更累。
【墮落天魔 巴比倫】（聲：高田憂希）
路克的創胎，守衛型，暱稱為巴比。
種族為淫魔。然而受路克年齡的影響，無法做出過激的色誘。到第三型態為止外型未產生變化。
- 第一型態

固有技能〈小淫魔的誘惑〉
賦予男性魅惑狀態。
固有技能〈小淫魔的吸精〉
從已魅惑的對象上吸取HP、SP、MP。
固有技能〈天使的按摩〉
恢復疲勞狀態。
- 第二型態

固有技能〈吸精學習術〉
吸取怪物精氣時能夠以低機率（1%）隨機學到該對象的一項技能。
- 第三型態

固有技能〈聯合旗幟〉
路克因嚮往玲與涅墨西斯的戰鬥方式而誕生的技能。此技能需要長時間的蓄力，以路克喊出「叫將」(Check)為開始，以巴比的「完了」為蓄力結束的信號。能夠使主宰、創胎及從魔三身融合，融合三者的能力值，並使種族轉換為奇美拉（混合獸）。
瑪麗・阿德勒／一宮渚（聲：日笠陽子）
超級職：〈絕影〉
上級職：〈影〉
下級職：〈隠密〉 〈廚師〉 〈記者〉
外號：〈超級殺手〉。
創胎：軍團型【幻鎗筆 彩虹】
玲最初的同伴之一。〈絕影〉為密探系統超級職業，原隸屬於天地，後轉入阿爾塔王國活動。
現實世界中為小有名氣的漫畫家，最著名的作品名為〈Into the Shadow〉。在原本連載的雜誌出版社破產後，原本打算在其他雜誌連載卻陷入了低潮。進入〈Infinite Dendrogram〉的原因是想讓故事裡的角色再次活起來，因此自己扮演其作品中的主角瑪麗・阿德勒，也改變說話方式，期望能再次畫出〈Into the Shadow〉的後續。
原本是一位PK，專門接受擊殺主宰的任務，基本上算是隱瞞真身的，平時以記者的身份在外行動，被委託時才會將主職業換成〈絕影〉，為了避免被《識破》等級超過500而被發現有任職超級職，刻意刪去兩個下級職，讓自己維持在等級上限500。
與玲初次相遇是在初學者攻擊事件中。當時瑪麗為取材而答應幫助皇國虐殺王國的新手，期間被玲認真活在〈Infinite Dendrogram〉的身姿深深震撼到，因此隱藏自己原本的職業改為記者，混入玲的隊伍中。
因為初學者攻擊事件被修追殺而討厭修。
稱呼伊麗莎白為「小伊麗」。相當喜歡伊麗莎白。
其別名的由來是因瑪麗雖非〈超級〉，卻在一次任務中成功擊殺，最多堤安殺傷的凶惡〈超級〉－〈疫病王〉主宰。
擁有麻痺對手的【痺蜂劍 貝爾絲邦】和無效索敵的【朧邪魔 ???】兩個特典武具。
【幻鎗筆 彩虹】
瑪麗的創胎，武裝兼軍隊的複合型。能射出各式子彈生物，根據使用的顏料不同有不同的效果。有黑色的追蹤彈〈黑色追蹤〉、綠色的貫通彈〈綠色貫通〉、紅色的爆裂彈〈紅色爆裂〉、藍色的散彈〈藍色散彈〉，以及尚未登場的白色的麻醉彈與銀色的聖屬性閃光彈。
必殺技能〈虹幻銃（彩虹）〉
利用彩虹的能力，再現〈Into the Shadow〉中的角色，並使其擁有相對應的能力。與此相對，在使用虹幻銃後，運用在此角色上的子彈24小時內無法再次使用（例：使用黛西後，24小時內無法再次使用紅色及黑色顏料）。
- 爆殺之黛西・史嘉蕾

混合紅色與黑色顏料製作的角色。引發半徑100米的大爆炸後，周圍持續引發小爆炸。
- 貫殺之烏爾貝蒂雅

混合綠色與銀色顏料製作的角色。
- 毒殺之白姬御前

混合藍色與白色顏料製作的角色。
- 壓殺之烏帕基神威

混合綠色、黑色及白色顏料製作的角色。
- 滅殺之法娜蒂卡

混合綠色、紅色及銀色顏料製作的角色。
- 神殺之菈・古拉貝爾

〈Into the Shadow〉中的最強的殺手，混合了全部六種顏料製作的角色，外型為扛著獸骨打造著大劍、雙眼蒙著綠布的女性，攻擊方式揮舞一次大劍，是瑪麗現在最強的攻擊，威力足以破壞用世界最硬金屬「超級金屬」打造的【一騎當千 唯一至尊】的特典武具【半騎天下 絕頂至尊】，殺死〈疫病王〉的也是這招。
修・斯特林／椋鳥修一（聲：日野聰）
二十七歲，無職。
超級職：〈破壞王〉
上級職：〈破壞者〉
下級職：〈拆卸員〉
外號：〈身分不明〉
創胎：守衛兼要塞兼齒輪兼武器四重複合型【戰神艦 巴德爾】
王國四位〈超級〉之一。任職〈破壞者〉系統超級職業〈破壞王〉，與扶桑月夜、費加洛並稱為王國三巨頭。王國討伐排行第一名。
曾在國小時作為童星大放異彩，在中學時鑽研格鬥技，並曾在第五屆無限制潘克拉辛U–17大賽奪得優勝。然而因在大學時在美國中了彩券，得到不需工作的資本。現於東京擁有三棟大廈，並每天沉浸於〈Infinite Dendrogram〉中。重度廢人玩家。
長相俊秀，體格優美。除美術相當糟糕外，基本等同全能。
曾在十年前為保護玲二而重傷，並給予玲二人生的箴言，因而塑造出現在的玲二。
遊戲中的裝備為一隻熊的玩偶裝。使用玩偶裝的原因是因為修一在遊戲初期時將外貌未做任何調整便進入了遊戲，為隱瞞自己的長相而裝備。此外，會選擇王國也是因為在觀賞各國家畫面時看到王國的街道有販賣玩偶裝而選擇。但是裝備了玩偶裝後已變得相當享受，如今句尾甚至會加入「熊熊」的後綴。
技能《破壞權限》可破壞耐久力在自身攻擊力以下的不可破壞對象，如物理攻擊無效的幽靈及史萊姆等。
奧義《破界鐵鎚》【破壞王】的職業奧義，歷代【破壞王】也只有極少數人習得，需要STR超過7萬才能發動，藉由雙拳擊打破壞承載這個世界的空間，然後空間會因為修復作用產生的扭曲將一切事物毀滅，使用過這招的破壞王都被捲入空間的破壞中而死亡了。
擁有的武具除了打倒【三極龍 古洛厲亞】獲得的武裝外全都是玩偶裝。與費加洛從遊戲一開服便認識，至今仍是死黨。
相當照顧玲，在其因初學者攻擊事件及〈月世會〉綁架事件都曾大發雷霆，也曾為攻擊殺死玲的瑪麗而毀掉〈挪芝森林〉。
STR值超過18萬，為這世界最高STR擁有者，而等級高達1580（光是超級職業-破壞王的等級就有1080，剩下的上下級職業總等級500）其他能力值則極其低落。不過靠著現實中的戰鬥技術，使他能夠勝任前鋒職位。
打倒【三極龍 古洛厲亞】獲得的武裝-「臨終機關 古洛厲亞γ」是裝載在無雙戰神體內的第二動力爐心，啟動後無雙戰神會因高溫燒成紅色，同時全部的數值在5分鐘內提升10倍，而力量（STR）則是超過10倍，但是時限到後會自毀，修則是會受到10倍的死懲，240小時=遊戲內30天無法登入，目前中在與〈犯罪王〉死鬥時用過一次，因此無法參與第一次的鋼騎戰爭，也有許多的功能還不明瞭。
在身分曝光之前，曾引發各種事件，卻只有極少數人（大多為各國的超級）知道他的真面目。於〈富蘭克林的遊戲〉中扮演王國致勝的關鍵角色，也因此不再〈身分不明〉。
【戰神艦 巴德爾】聲：藤田咲
修的創胎，武裝兼兵車兼城堡兼守衛的複合型。
第一型態為手腕化成的大砲，第二型態為格林機槍，第三型態為固定砲臺，第四型態為戰車，第五型態為輕巡航艦，第六型態為重巡航艦，第七型態（超級創胎）則為戰艦。
第一型態的大砲，固有技能為〈強力砲擊〉，以修的STR強化發射出光彈，第一型態時能轟出力量5倍的砲擊，隨著創胎的解放都會加5倍，如今進化到第七型態的巴德爾能打出35倍的砲擊，冷卻時間為24小時。
第七型態戰神艦的固有技能〈無雙之戰神〉可化為高度100公尺的機械巨神，以修的STR為基礎進行能力值強化，再搭配修的武術及戰艦的砲火，可以展現十分驚人的火力，也產生十分驚人的彈藥費。
與Mr.富蘭克林的戰鬥中花費了33億的彈藥費，是至今為止巴德爾的單次戰鬥中排第5名，修也宣稱，在不補充彈藥的狀況下，這樣的戰鬥只能再打三次。
從進入上級進化後就開始喋喋不休，首次發言是『下次再用完就丟就把你打飛』，看來在費烏爾戰中在洞穴中的放置+爆破作戰讓它有了心裡陰影。
費加洛（聲：鈴村健一）
主職業：〈超鬥士〉
外號：〈無限連鎖〉
創胎：武裝型【獅星赤心 寇爾・雷歐尼斯】
王國四位〈超級〉之一。與扶桑月夜、修並稱為王國三巨頭。王國決鬥排行榜第一名。
從遊戲一開服時便與修認識。總是單獨一人戰鬥，也是唯一一位單獨挑戰〈墓碑迷宮〉的人。曾在初學者攻擊事件單獨擊敗PK戰隊〈凶城〉。曾表明自己是「為了燃燒生命的瞬間，才待在〈Infinite Dendrogram〉的」。
其獨自戰鬥的原因在於無法與同伴合作，若有他認定為同伴的人在場動作便會異常遲鈍，而這也是他未參加第一次騎鋼戰爭的原因。
由於在決鬥都市〈基甸〉是個名人，使他不得不在休閒時刻穿上金色獅子玩偶裝。
擁有相當高準確的〈鑒定眼〉，幾乎能夠窺探出所有裝備的正確數值（修的玩偶裝除外）。
【獅星赤心 寇爾・雷歐尼斯】
武裝型，為心臟型的創胎，成為超級創胎後獲得第三種強化-必殺技《燃燒吧！吾魂》，第七型態（超級創胎）與費加洛本身的心臟替換。擁有《生命之舞》「與戰鬥時間成正比強化」與《武之選定》「與裝備數量成反比強化」兩種特性。
必殺技《燃燒吧！我的靈魂》效果會每秒扣除1%的HP上限，直到死懲前都無法恢覆，再加上使用裝備主動技後會損毀，但能將裝備技能發揮至極限，每次效果時間為30秒。
UBM獎賞道具
〈極龍光牙劍 古洛厲亞α〉
撃敗古洛厲亞的單角腦袋所獲得的SUBM獎賞道具，能轟出名為〈終極〉的光砲。
〈龍鳴槍 鐸拉葛頌〉
一柄為傳說級的長槍，擁有以振動波粉碎物體的能力，於古洛厲亞戰因必殺技《燃燒吧！吾魂》而損毀。
〈絕界布 庫羅札〉
費加洛所討伐的最初的UBM所獲得的武具，能創造出浮游在空中的盾，也有能將盾牌化為結界刃的技能〈斷命絕界陣〉
〈穿龍槍 鐸拉葛斯拜螺〉
討伐古傳說級的龍王「穿龍王 鐸拉葛斯拜螺」後所得，唯一技能「刨進之迴旋龍牙」其效果為-物體貫通，於古洛厲亞戰因必殺技《燃燒吧！吾魂》而損毀。
〈旋嵐斧 伏爾枸爾〉
一柄為軼事級的投擲斧，能在被投擲後以高速旋轉並披上有如狂嵐的旋風，以橢圓的歪曲軌道飛向目標，於古洛厲亞戰被獨角頭嘴中發出的光束照射，在光芒中被蒸發。
〈影縛針 博爾跋拉〉
傳說級的影子色細劍，技能「繫留影針」會把影子被刺中的人拘束住，於古洛厲亞戰因必殺技《燃燒吧！吾魂》而損毀。
〈震慟拳 怖爾·拉冕特〉
技能〈哀嘆碎擊〉連神話級金屬都能粉碎成塵埃，於古洛厲亞戰因必殺技《燃燒吧！吾魂》而損毀。
〈滅龍槍 鐸拉葛芬〉
技能〈終末之淚〉會使傷到的對手受到傳染性的生物組織自滅，於古洛厲亞戰因必殺技《燃燒吧！吾魂》而損毀。
扶桑月夜
主職業：〈女教皇〉
外號：〈月世界〉
創胎：處女兼侵入性世界型【???? 輝夜】
王國的〈超級〉之一，王國戰隊排名第一名〈月世會〉的經營人，也是現實裡的宗教組織〈月世會〉的精神領袖，超級職業【女教皇】總等級1026（古洛厲亞戰時使用《聖者的歸還》後等級歸零，現在不知幾等）。
一個非常美麗的年輕女子，有著長長的黑髮，主要裝備為十二單。與大多數主宰不同，她選擇自己真實的外貌和名字做為角色，現實裡為玲二大學的學姐，被玲二稱為「女妖怪學姐」。
月夜是一位個性格開朗而任性，常被認為是孩子氣的女性。但是，當涉及到她感興趣的事物時，她會變得像野獸一樣殘酷無情。就涉及她【女教皇】的身份時，她是一位精明的談判代表，能夠為她的組織贏得有利條件，跟她談過的人都叫她「女狐狸」(石青稱其為寄生蟲)，連〈物理最強〉都吃了大虧。
當革命性的VRMMORPG 〈Ｉｎｆｉｎｉｔｅ　Ｄｅｎｄｒｏｇｒａｍ〉發行時，月夜認為這就是她組織的所倡導的“靈魂世界”，並鼓勵她的信徒玩這遊戲，在那裡她成立了該組織的一個分部並將其註冊為戰隊（現在已成為總部）。
在打倒古洛厲亞的雙角腦袋後，獲得了短杖〈絕死邪眼　古洛厲亞β〉，技能《絕死結界》會讓等級小於１００等的人類進入結界後直接即死，搭配著【輝夜】的《月面除算結界》能使即死的範圍擴大至等級６００以內，還能完全阻擋來至結界外的全部攻擊。
【???? 輝夜】
處女搭兼侵入性世界(領域)型的超級創胎，是一位美麗而莊重的年輕女子，頭髮隨著空氣飄逸。輝夜穿著日本神話中天仙般的服裝，長而如絲般的頭髮讓人聯想起月光。
個性與她的主宰相反，非常鎮定和溫柔，甚至給被她的主宰被綁架的人建議以幫助他們。
作為處女型創胎，輝夜能夠獨立運作。當轉化為她的“領域”時，她是無形的，不會受到物理傷害的干擾。她還可以從天空中的藍色月亮的角度“看到”被黑夜籠罩的一切。
技能《月面除算結界》：輝夜的主要技能，也是月夜的別稱〈月世界〉的來源。它可以將對月夜“不利”的因素除以六。這包括HP，總等級，損害，心率，體溫。但是，當目標為等級過高時，此功能的效力會降低。
技能《月面除算結界-薄明》：通過將月面除算結界的影響集中在一個因素上，不管對手的等級多高，皆可影響，甚至可以影響達到SUBM等級的對手。
技能《陽寢墨皮衣（Garment of Sleeping Light）》：將月面除算結界的整體效果區域壓縮成月夜穿著的黑色衣服。
必殺技《應再之生的歸...》:效果不明，只可在夜間使用，但在使用前便被費加洛擊敗。但據說除了修以外的人都敗在這招。
喀什米爾
主職業：〈拔刀神〉
外號：〈斷頭台〉、〈王國最速〉
創胎：規則武裝型【自在拔刀 因幡】
本名 榎宮刃，9歲，角色外觀與本人一樣皆是9歲的外表，穿著毛絨絨的衣服，身上配置兩把大太刀，為王國決鬥榜第三，於12卷時擊敗湯姆，成為第二，同時也是王國戰隊榜第二＜K&R＞的經營人，在【犯罪王】進入監獄後成為王國最強PK，王國最強準超級，由於只斬斷脖子，固獲得＜斷頭台＞的別名，原天地人，渡過＜境海＞、黃河、卡爾迪娜來到王國後扎根於此，於13卷決戰【兔神】並順利的將其斬於馬下。持有【試作滅丸 星刀】
奧義《神域拔刀》：【拔刀神】的職業奧義，當使用拔刀術，太刀出鞘到揮盡的這短短零點幾秒，可讓AGI（敏捷）乘以100倍，讓平時AGI 5000左右（大約音速的一半）的克什米爾拔刀時能有50萬（50馬赫）的速度。
技能《劍速徹之》：「使對手的END扣除"自身AGI X 10% X 技能等級（最高10）」，舉例：AGI 500、技能等級2的人，能扣除對手100的ENG。而對於將此技能練滿、在使用拔刀術（神域拔刀發動）、AGI 50萬的克什米爾而言，基本上任何人在他面前END皆是0，但是對裝備的END是無效的。
《我流魔劍·八色雷公》：克什米爾自創，複合了《神域拔刀》、《劍速徹之》、《鮫兔無步》、《意無刃》、《瞬間換裝》...等技能的集大成超高速八連斬拔刀術。
【自在拔刀 因幡】
達到VI的Type：武裝型創胎，外觀為鎖鏈型的輔助手臂，用兔子頭骨狀的尾端咬住太刀，讓克什米爾能夠單手、無論什麼角度都能拔刀，本身的存在全是為了能讓主人能更精進拔刀術，並沒有直接強化克什米爾的技能。
必殺技《意無刃》：能使克什米爾技能冷卻時間歸零的技能。
技能《鮫兔無步》：發動時在克什米爾腳下會浮現鯊魚圖樣的魔法陣，能讓克什米爾在不動（維持拔刀姿勢）的情況下與克什米爾AGI相等的速度移動，能去除空氣阻力與慣性。
瑞瑞/瑞秋·雷穆斯
主職業：〈毒手拳〉(上級職業)
外號：〈酒池肉林〉
創胎：【???? 伊甸】
阿爾塔王國的“超級”之一，20多歲比修一年紀小。從修還是歌手時代時就是深交的朋友。北歐美人，在現實生活中作為世界級歌手過著忙碌的生活，所以很少登陸游戲。王國初見殺第一名，通稱“酒池肉林”，因為被攻擊的敵人身體會從內部溶解成液體一樣爆破（酒地），之後只剩下皮（肉林）這樣相當格格不入的方式敗北而得名。目前和修一起加入了<死亡·休止符>。
【???? 伊甸】
強制降低所有狀態異常耐性。作為歌手一直有著“由於語言的隔閡，自己的想法無法正確地傳達給人們，無法傳達到人們的心中”這樣的煩惱，在《Infinite Dendrogram》完美的語言翻譯功能下，簡單地實現了願望，變質後產生了現在這樣的“消除隔閡並傳達的創胎”。
《墮落天使》
固有技能讓瑞瑞發出的振動波（主要使用歌聲）將敵手的耐性降低。因為是超級創胎的緣故，沒有同等以上的耐性技能的話耐性會一直降低到負數。使用熱的人會耐不住自己的熱量，使用毒的人會被自己毒死。
即使有特定狀態異常和屬性攻擊100%無效化的裝備也會被降低到負數。就算有能對抗的技能，耐性也會掉到和普通人一樣的水平。
越是聽到瑞瑞的聲音效果越會被增幅。就算聽不見聲音了效果也會保留一定時間，再度聽見的話又會追加增幅。不止是歌聲和哼唱，打擊時的接觸音也有效。
巴巴洛伊·巴德·巴恩/藤林梢
上級職:〈盾巨人〉 〈鎧巨人〉
外號：〈蹂躪天蓋〉
創胎：領域型【???? 阿特拉斯】
擁有UBM獎賞武具【擊鐵鎧 麥格農巨像】
戰隊〈死亡終止符〉的一員
準超級，扶桑月夜的學妹、椋鳥玲二的學姊。外表是名帶著眼鏡，綁著單馬尾的女性。原〈兇城〉經營人，在王都封鎖事件中遭到費加洛的殲滅及各成員在現實中的因素而解散。在第七卷與玲幫助琉奕的過程中受到狼櫻的襲擊，在喀什米爾趕到後狠狠敲詐了一筆。戰鬥風格確實、狡猾且無情。
技能《堡壘壓頂》:盾巨人職業技能，以盾攻擊，可將防禦力轉換為攻擊力。
【???? 阿特拉斯】
第六型態的領域型創胎，外觀未知。
技能《天降重石》:張開重力結界，正常情況下可賦予500被重力，但若是集中於一點，則賦予的重力會增加。
技能《天體防護》:已無法行動為代價，將防禦力增為五倍。
技能《地拔楔石》:重力減低技能。
必殺技《被解放的巨人》:於十秒內將防禦力增為十倍，並轉換為攻擊力。
月影勇仕郎
主職業：〈暗殺王〉
外號：
創胎：領域型【從影圈 葉爾肯尼西】
月世會的二把手，現實中也在侍奉月夜，出身伊賀，曾因為月夜差點過勞死（公事做太多了）。
【從影圈 葉爾肯尼西】
第六型態的領域型創胎，外觀未知。可自由操作影子並在影子中移動，亦可將影子作為武器使用。
必殺技《影與死之招手》:附近的影子將轉為紅黑色，化為持有鉤爪的手臂，該影子觸碰到的一切皆會分崩離析。
莉莉安娜・葛蘭多利亞（聲：悠木碧）
玲初次遇見的堤安。因為她的妹妹失蹤，使玲接下了第一份任務。給予玲成為〈聖騎士〉的推薦。
王國近衛騎士團副團長。認為主宰與堤安並無不同，都是人類。經常要尋找翹家出門的伊莉莎白，並對此抱怨連連。
之所以會成為近衛騎士團的副團長是因為王國在第一次騎鋼戰爭中慘敗，使前任團長（也就是莉莉安娜的父親）及其他有實力者死亡，不得已而為之。事實上莉莉安娜已為近衛騎士團內實力最高強者，而她也在團內的地位也等同於團長，不過因沒有成為團長的必備條件－〈聖騎士〉的超級職業〈天騎士〉，使得團長位置從缺。也因為此次戰爭，她與修之間有了芥蒂（因修以不想暴露身分為由拒絕參加戰爭）。
長相秀麗，在王國內擁有自己的粉絲俱樂部。
米莉安妮・葛蘭多利亞（聲：春瀨夏實）
莉莉安娜的妹妹，玲最初的任務對象。原本因為要慶祝莉莉安娜的生日而打算用蕾姆果實做出蛋糕，不巧蕾姆果實賣完（實際上是修的錯）而聽信Mr.富蘭克林的話，進入有【亞龍甲蟲】埋伏的〈勒夫舊果樹園〉。後被成功救出。
伊麗莎白・S・阿爾塔聲：內田彩
王國第二王女，有著可愛的臉蛋。年紀尚小，雖天真無邪，有時也會表現出負起王族義務的樣子。
與瑪麗在一次誘拐事件中認識，之後變得親近起來。多次受到瑪麗的拯救。
疑似擁有極為高超的逃脫技巧與相應的身體能力，屢次從騎士團的監護中逃脫，路克評價她"有當怪盜的潛質"。

### 多錸夫皇國
Mr.富蘭克林／弗朗西斯卡．哥迪耶（聲：松岡禎丞）
主職業：〈大教授〉
外號：〈最弱最惡〉
創胎：工廠要塞型【魔獸工廠 磐德魔陵墓】
該國的5位〈超級〉之一，超級職業【大教授】總等級698，為多錸夫皇國氏族排名第一名〈睿智鐵三角〉的經營人。
一個高個子，長著一頭蓬亂的金發，穿著白大褂，戴著黑色的手套的男子。在現實生活中，是一位美麗的法國裔年輕女子弗朗西斯卡（Francesca），一頭金髮，住在玲二的隔壁，大學讀美術系。
奧義《睿智的解析眼》：【大教授】的職業奧義，最高級的鑑定技能，允許富蘭克林分析生物，查看其生物的整體等級，狀態，技能，掉落物品等。它可以看穿任何一種隱蔽技能。當富蘭克林使用此技能時，她的右眼閃耀著知識和智慧的光環。看著的狀態將從0開始每秒上升2,000點，直到達到正確的數值為止，並且通過緩慢清除籠罩其視線中的霧氣將對手的技能解析。
技能《易位》：允許使用者與他的一個怪物交換位置。這是一項高級技能，但有效範圍太小，以至於很難作為瞬移技能。通常，它具有冷卻時間和MP消耗，但是富蘭克林能夠連續使用易位進行快速長途旅行。
技能《生命連結》：允許用戶與他們擁有的怪物共享HP。它只能與小兵力所及範圍內的怪物一起使用。怪物需要優先於其使用者自己。需與怪獸建立一種親密關係才能使用，這通常需要很多時間和精力。因此，使用生命連結的人很少。但作為怪物的創造者，富蘭克林可以使怪物從一開始就對他具有無限的忠誠度，他也能定製放棄了怪物的戰鬥能力而完全強化於他們的HP，那麼即使是小兵因生命連結而受到傷受也不會直接死亡。
【魔獸工廠 磐德魔陵墓】
領地型，進入第七型態後會變type:工廠兼要塞，外觀為它以巨龍，蟲子和盒子的巨大工廠殘骸的形式出現，並附有無數的煙囪，體內保存著富蘭克林創造的全部魔獸，因為十分的巨大，所以攻擊力也很可觀，但僅限踩踏。
可進行怪物的大量生產、容納及定製，第六型態必殺技《改胎神所》允許富蘭克林創建通常無法通過“怪物創建”創建的自定義怪物。
不會準備創造怪獸所需的的素材，所以需要富蘭克林自己去收集。
雨果・萊塞普／雨莉．哥迪耶（聲：村瀨步(雨果)／陶山惠實里(雨莉)）
主職業：〈高級操縱士〉
外號：無
創胎：處女兼增強型【白冰少女 科賽特斯】
曾是多錸夫皇國的主宰，也是睿智鐵三角的成員，上級職業【高級操緃士】總等級126，在第5卷末收下了富蘭克林所贈的魔齒輪〈白薔薇〉後到不同的國家旅行，後拜【擊墜王】為師。
外觀是一個十幾歲的藍髮年輕人。她通常穿著為睿智鐵三角成員製作的飛行員制服。她的現實生活是一個15歲的金發法籍女子，是富蘭克林的妹妹。
作為角色扮演騎士的一部分，雨果通常舉止得體而富麗堂皇，就像童話故事中的騎士一樣。在過去的事件發生後，雨果決心保護弱者，尤其是婦女，包括她的姐姐。她也非常友善和友善，在短時間內給她的睿智鐵三角的同伴留下了深刻的印象。自從在基甸戰敗後，塞珂注意到她作為騎士的角色扮演頻率已經大大下降，而且她的舉止更加像自己的真實自我。
在卡爾迪納遇上〈殺人姬〉並成功封印，在死之方舟篇中再次遇上〈殺人姬〉，但因為對方已裝備上武具〈安樂死〉而封印失敗。
在遇到AR・I・CA與馬尼戈德這兩名非常「特殊」的〈超級〉並聽其描述後，發誓絕對不踏足瑞娟達璃雅。
【白冰少女 賽珂】（キューコ，聲：小倉唯）
處女搭配增強型的創胎，常棒讀的講著毒舌的話，只吃白色的東西，因為誕生時雨果在操緃魔齒輪，因此以"機體是本來就有的東西"為基準，成為了魔齒輪的追加裝甲。
是基於雨果的父親被殺而想懲罰殺死同族的「背叛者」，並讓自己的心情冷卻下來的願望而誕生的。
固有技《地獄門》「每13秒以"殺害同種族的數量%"的機率凍結對手身體"殺害同種族的數量%"」，舉例：敵人殺害同種族30人，所以進入地獄門的範圍內，每13秒會有30%的機率凍結身體的30%，是「打倒太多自己的同族的話會很不妙」的技能，以及，能將凍結而得的熱能儲存，轉化成名為《煉獄閃》的攻擊。
貝黑摩斯
主職業：〈獸王〉
外號：〈物理最強〉
創胎：處女兼守衛型【怪獸女王 利維坦】
皇國的五位〈超級〉之一，討伐排行第一名，世界三位〈最強〉之一，超級職業【獸王】總等級１６５７，不想與人交流，所以將外觀設計成一隻刺蝟。
在第一次鋼騎戰爭中使用必殺技與利維坦融合，化為超過１００米、一隻雙腳站立、雙臂強壯、背上充滿棘刺、能超音速移動的大型怪物，一擊粉碎了【大賢者】所施放的隕石轟炸，並跳到高空，再擊殺【大賢者】。
和冥王共同戰鬥打倒【一騎當前 唯一至尊】，獲得全身鎧〈半騎天下 絕頂至尊〉，一次能裝備5分鐘，時限到時強制解除，冷卻時間為遊戲內部時間500小時。獲得分子震動熱線砲、反重力翼、熱變動無效等能力。
奧義《獸心憑依》等級EX：【獸王】的被動技能，它會將1隻下屬怪物的100％能力值添加到使用者的能力值上。由於利維坦擁有很高的能力值，因此此技能使貝黑摩斯擁有“物理上最強”的綽號。
技能《獸心一體》：一種主動技能，可讓使用者與使用過《獸心憑依》的下屬怪物進行心理交流，無論距離多遠。
【怪獸女王　利維坦】（聲：沼倉愛美）
處女兼守衛型創胎，外觀是一名十多歲頭髮及肩的美麗女孩，穿著典型的冒險家裝備。以她的守護者形態，她會變成了一個巨大的怪獸，讓人聯想到長度超過100米的哥吉拉。
由於她的強大力量，利維坦擁有傲慢的性格，完全看不起她認為比她弱的人。利維坦認為真正的強大是不憑藉戰術和技功，壓倒性的力量。
作為一個創胎，利維坦將的所有資源都用在提高自己的基礎能力值，以至於她甚至沒有賦予貝黑摩斯任何等級輔助，除了創胎必定找有的必殺技能與少女型共通的《紋章偽裝》外，沒有其他技能。
羅根・哥爾哈特
主職業：〈魔將軍〉
外號：〈矛盾算式〉
創胎：另類規則型【技巧改竄　龍佩爾施迪爾欽】
皇國的五位〈超級〉之一
多錸夫皇國決鬥排名第一（後被【盜賊王】擊敗淪為第二）。10歲，現實中是小學男生，自尊心很高，沒有忍耐力且任性的孩子，專門召喚惡魔軍團。在過去王國和皇國的戰爭中，殺害了莉莉安娜的父親王國的騎士團長和眾多的騎士團成員。可以召喚神話級的強大召喚惡魔，依靠強大的召喚惡魔進行戰鬥而格被其他主宰所討厭，在決鬥中也被當做反派角色。因為以召喚惡魔和惡魔狀態強化為戰術，所以自己本人的能力相當低。因此，真正的一流主宰會評價他是二流或三流，本能地領悟到他絕對贏不了【獸王】。到現在為止對弱小的對手無雙，而得意忘形，但以輸給玲為開端，被真正的強者們持續敗北，而內心受到摧殘。曾想過要引退，但在【盜賊王】澤塔的引導下秘密加入了，在她的指導下重新審視自己的職業和戰斗方式，並把澤塔稱為師傅。
【技巧改竄　龍佩爾施迪爾欽】
能把職業技能說明文其中一處的數值化為兩倍，隨著進化，能以技能改寫的處所與倍率得以增加。
達到第七型態的超級創胎。
第六型態（必殺技）必殺技《吾以偽證紡出黃金》隨時發動型必殺技，能將自身職業技能的數值，最多於10處同時化為10倍。能將獻出活祭品時得到的點數變成10倍，接著將《呼喚魔軍團（Call Devil Regiment）》的召喚數量與持時間變為10倍。

### 黃河
迅羽（聲：東山奈央）
主職業：〈屍解仙〉
外號：〈應龍〉、〈地雷〉、〈神速〉
創胎：武裝型【星天到達 手長足長】
黃河的〈超級〉之一，黃河對決排名第二，別稱〈應龍〉，超級職業為道士和僵屍的複合職業【屍解仙】在魔力（ＭＰ）及耐久（ＥＮＤ）上有特化，而本人則是敏捷（ＡＧＩ）特化，外觀是一位因【僵屍】職業的原固造成膚色蒼白，有著鋸齒狀牙齒的小女孩，通常外出時會裝上創胎的義肢並用道士服遮蓋全身，此時的身高超過四米，道士服下貼滿了避火符，臉部前方則貼了變聲符。
是一個十分調皮的９歲女孩，喜歡時不時玩弄人和惡作劇。但是，她非常友善，在逗留期間結交了多個阿爾塔王國的主宰。
法術《真火真燈爆龍霸》：這是一個殲滅型的法術，需要將大量的咒符安置在指定位置上。它以威力以足以摧毀基甸競技場結界的烈火柱攻擊敵人。
【星天到達 手長足長】
到達第七型態的武裝型超級創胎，金色可拆式義肢（手腳皆是）的形式。它們可以超音速伸出，最遠可以伸到哪連迅羽自己也無法掌握，作為刃的爪子非常銳利，具有古代傳說級武器的硬度。
必殺技《手伸彼端、腳踏他方》可進行瞬間移動攻擊，只要知道對手在哪裡，就可以無視距離、防禦（就算是空間扭曲也無效）用手足發動攻擊來取下敵人的部位（大致上都取心臟）。
SUBM超級武具
〈應龍牙 肆靈．壹〉
擊敗〈SUBM〉【四靈萬象 肆靈】的應龍後獲得，是一柄有著類似尼泊爾軍刀外觀的匕首，隨著注入的MP、SP無上限的增強威力
葛雷· α ·申陶利
主職業：〈總司令官〉
創胎：要塞型【不明飛行要塞 拉普達】
外號：〈靈龜〉
被稱作“黃河四靈”的“超級”之一。黃河帝國討伐排名第一。打扮得跟外星人似的。通稱“靈龜”
輝麗
主職業：〈舞姬〉
創胎：
外號：〈鳳凰〉
被稱作“黃河四靈”的“超級”之一。。黃河帝國戰隊排名第一的<輝麗愚民軍>的經營人。花了一個月的時間製作虛擬形象，擁有可以形容為藝術品的美貌。持有原生品煌玉馬【紅玉之噴火】。和迅羽關係不好。雖說不是任職戰鬥職業，但個人戰力卻能一擊秒殺近戰特化的【牙神】
名舍
主職業：〈武神〉
創胎：
外號：〈麒麟〉、〈至強無冠〉
被稱作“黃河四靈”的“超級”之一。修行白痴，從登錄後就一直在山里修行。在技能方面能進遊戲前五，可以與修匹敵的超人，雖然沒有在任何排行榜上留名，但是從迅羽的台詞來看，是《黃河四靈》裡最強的樣子。【殺人姬】的天敵，全ID裡唯一能用非異常狀態壓制【殺人姬】的人
蒼龍人越
主職業：〈龍帝〉
與迅羽一起來到王國的黃河帝國第三皇子。10歲,黃河帝國最強的古龍人，是當代的特殊超級職【龍帝】，超級職等級超過3000，HP·MP數千萬，除此之外的能力值4萬左右。擁有能與上位的超級高手匹敵的戰鬥力，在黃河決鬥排行榜上名列第一。在決斗場上，他戴著“字伏龍面”的面具，隱藏著真面目。為了和伊麗莎白政治聯姻而造訪了阿爾塔王國，但遇到她後便一見鍾情。

### 卡爾迪納
AR・I・CA
主職業〈擊墜王〉
外號:〈蒼穹歌姬〉
創胎:世界兼演算機【超越演算機 卡姍德拉】
義大利人，外表是個紅夾銀髮，穿著熱褲，上半身穿著類似比基尼的襯衣並披著飛行夾克的女性。擔任雨果・賽雷布的師傅。雙性戀。但當雨果・賽雷布質疑瑞娟達璃雅是否比較適合她時回答「啊哈哈─別說傻話了─憑我這點程度的性癖，怎麼可能敵得過那群變態呢?」令前者在心中發誓「絕對不踏足瑞娟達璃雅」。
【超越演算機 卡姍德拉】
義眼型的超級創胎。
技能《災姬的預告》:能夠藉由世界的情報來預測未來，預測未來時瞳孔會像萬花筒一樣一直變化。
必殺技《災姬闔眼於終焉之際》:效果不明，但對戰【大靈道士】時使用後迴避了無法迴避《真渦真刀旋龍霸》。

法圖穆
主職業:〈地神〉
外號:〈魔法最強〉
創胎:增強？【無渴聖餐杯 古拉爾】
三個最強之一，外表為標準的阿拉伯商人，有四個原創魔法《山岳人偶》《超硬神器》剩餘兩個未知，有一名妻子。在卡爾迪納，有著不管是【放蕩王】的耗盡全財產金銀財砲，亦或是【砲神】的衛星軌道砲都無法匹敵的壓倒性火力，其餘詳情未知。
原創魔法《山岳人偶》是用岩石、金屬、砂石等構成的人偶，視魔力量能構成更大更強的人偶，法圖穆的山岳人偶不只強大、體型逼近《無雙戰神》，數量還能像一支軍團一樣，彷彿地鳴。
原創魔法《超硬神器》是先從道具箱中拿出，或是用金屬魔法創造出END 4萬左右的神話級金屬，再用壓縮，將超大塊的神話級金屬濃縮成一把大劍，或是盔甲裝在《山岳人偶》身上，此時的END估計超過10萬。
【無渴聖餐杯 古拉爾】
第二個達到＜超級＞的創胎，得到必殺技後改名為無渴聖餐杯，除了必殺技沒有其他技能，換來對MP有Ex級的補正，補正+必殺技+某種秘技=魔法最強。

卡魯魯.嚕嚕嚕
主職業:〈神獸獵人〉
外號:〈萬狀無敵〉
創胎：規則【不朽不壞 涅墨亞雷翁】
超級，在嚴冬山脈和修・斯特林對戰，雖說前者的攻擊力很高但不足以擊穿卡魯魯的防禦，但因為被打到宇宙去，只能選擇自殺。在第十七卷的活動中與玲、芽豆及茱麗葉交戰，卻同樣被打出界線而戰敗。
【不朽不壞 涅墨亞雷翁】
特性裝備不損毀、劣化，消耗道具將不消耗，意即救命別針、常健浮雕和替身龍鱗不會損毀。

特級大師，
主職業:〈戲王〉
外號:〈磐面無敗〉
創胎:
老爺爺玩家，現實中是世界將棋冠軍，王國的pk王都封鎖便是其策劃。

馬尼戈德
主職業:〈放蕩王〉
外號:
創胎：另類規則【金城鐵壁 日本國】
卡爾迪那的九名超級之一，在現實中似乎是銘送報員，與在〈Infinite Dendrogram〉中的貧富差距極大。被賽珂評為俗人時毫不在乎且大方承認。本人曰:「總體戰力在卡爾迪那的九名超級中倒數的還比較快」，他人曰:「卡爾迪那第二的矛，第三的盾」。
甚麼都能用錢買到，相反用錢買不到就直接放棄主義。
奧義《金銀財砲》
將金錢"充值"後，發出對應貢獻金錢威力的砲擊，1利珥就是傷害1，最大威力連放蕩王自己都不知道。
【金城鐵壁 日本國】
單功能特化的領域型創胎，形狀未知。
必殺技《金甌無欠》:收到傷害時消耗MP，將傷害轉換成金錢，詠唱必殺技時結算，常駐發動，就算被埋在地底的窒息狀態也能無效傷害。

醫療夢璐
主職業:〈神刀醫〉
外號:
創胎：
是個只要有瀕死傷者和病人在眼前就會治好的怪人，不分敵我。

依芙.塞林
主職業:〈砲神〉
外號:〈地圖殺手〉 〈天體俯瞰者〉
創胎：武器兼要塞【落淚衛星 阿堤密斯】
沙國討伐榜第三位，〈地圖殺手〉為管理AI所取，負責環境的AI深感頭疼。穿著暴露不多的優雅長裙。
【落淚衛星 阿堤密斯】
從衛星軌道上將質量物體降到地面，特性是目視照準炮擊，對伊芙目視的目標降下收納的質量物體，一分鐘能射24發，星球的重力給予了 創胎賦予的初速度以上的力量。射出物體的殘彈量也沒有任何問題。無論是適當的岩塊，還是炮彈，阿堤蜜斯都一視同仁的投射，絕不會有用盡的時候。更準確地說，阿堤蜜斯的一部分，提供炮彈的道具箱是在地上的伊芙手中的。在地面上易於補充。所以阿堤蜜斯的衛星炮擊擁有著極高的持續性。
缺點是可能會被捲入自己的炮擊中，若是在移動中或是視野不佳的情況下，會有瞄準不到目標的問題。
下雨天的話會照準到眼前的雨滴，然後自爆。
必殺技《月乃是夜之無情女王》:和【輝夜】一樣，只有夜晚才能使用的限制。

楚孔夫特.楚格.法勒
主職業:〈鐵道王〉
外號:
創胎：???【圓環綴道 銜尾蛇】
法國人。卡爾迪娜九名超級中的新成員，在〈殲滅王〉離開後繼承其位置。可以把鐵路架設在空中、深海甚至宇宙，但是因為沒有環境適性，到深海乘客會被壓扁，而在宇宙乘客會窒息燒死。
【圓環綴道 銜尾蛇】
外表為黑色的新幹線，四周還會噴發著白色的氣體，前進時前方會出現鐵軌，而駛後鐵軌則會自動消失。
技能《蛇之道》:「能夠在自己的前進的前方形成鐵軌。虽然最大長度有限，但是只要没有障礙物，就可以在任何地方建造鐵路，在荒野及上馳騁。也可以架設在天空，但若沒有使用《不朽的旅路》將其固定的話會掉下來。
必殺技《無止盡的環狀線》:詳情不明。

### 天地
華牙重兵衛
主職業:〈阿修羅王〉
別稱:
創胎:融合武器【???? 阿修羅】
天地決鬥榜第四，是玲的粉絲，小時候被差點出車禍，被玲跟修給救下來，持有包括神話級特典在內的七個特典跟匹敵特典的妖刀，能無效化並非造成傷害所帶來的狀態，職業阿修羅王持有提高武器限定的裝備欄數量的技能【修羅道戰架】，【修羅道戰架】的效果是武器欄提高六個，不需要用手觸碰就能操控武器，但全都是手控，操控範圍在25米內，每天需要重新設定一次，除此之外只有在被破壞時才能更換，東方版的超鬥士，使用創胎裝備更多特典武器，通過必殺技無效妖刀的副作用，天地最強的準超級。

【???? 阿修羅】
長在肩上的四個義手。能無效化並非造成傷害所帶來的狀態，如:識破及妖刀的詛咒。

芽豆/夏目高音
主職業:〈逃忍〉
別稱:
創胎:????型【複雜回機 戈爾迪之結】
玲的高中同學，在〈Infinite Dendrogram〉是個像是角色扮演的和服，綁著馬尾且在臉頰上施有單點式臉部彩繪的女性。平常總是極度樂觀並到處找人玩翻花繩，但一旦陷入負面思考就是極度負面，是個情緒上有極端性差別的人。雖然在人稱修羅之國的天地但並非修囉，總是在避免對人決鬥，遊戲方式採低調風格。在搬家前夕帶著好玩的心態去挑戰【五行滅盡 滅丸】，而使用戈爾迪之結困住其行動，卻意外獲得【試作滅丸 星鎧】，以此為契機，芽豆更是低調的進行遊戲。在第十七卷的活動中，首度使用以對抗卡露露‧嚕嚕嚕，封鎖了其特典武具【北極星】的擊退無效的技能，與玲和茱麗葉合力將卡露露‧嚕嚕嚕打出範圍。之後因〈阿修羅王〉推測芽豆在現實中與玲認識，但因芽豆極度害怕〈阿修羅王〉而展開長達一個月的大逃殺，最後因【試作滅丸 星鎧】的右手也被阿修羅王以單純強度及武器性能高的刀連續攻擊而遭砍斷，而同意替〈阿修羅王〉向玲傳話。在第十七卷的紀念ss特典中得知自己持有【試作滅丸 星鎧】的事一旦暴露就會被〈技巧最強〉找上門而感到幾乎絕望。
【複雜回機 戈爾迪之結】
翻花繩型的創胎。
技能《贈禮謎題》:使用時，翻花繩中會出現以翻花繩的形式出現對象的身影，並且會以對象的教育程度及智商標準隨機選擇一個難易度未知的謎題(連芽豆本人都不知道)，可對隊友或敵人使用，答不出來將無法行動，答對後能力值翻倍。技能發動時芽豆不能進行攻擊，對象被攻擊時也會自動解除並直接賦予能力值翻倍的效果。對一個人使用後，24小時內不得對同一個人發動一次。

### 瑞娟達璃雅
巴爾克.巴爾引（浩克.霍根）
主職業：〈超力士〉
外號：
創胎：領域型【????】
瑞涓達璃雅決鬥排行榜第一名。雖然本人的性格並不變態，但是因為可以用創胎的能力將敵人的裝備全部解除，所以被稱作變態。
對政治沒興趣，只專注在決鬥場的摔角。
馬亞.索堤斯
主職業：〈忘卻王〉
外號：〈變身魔〉
創胎：領域型【????】
能將對方的樣子（除了腦袋外）變成他們最討厭的模樣，變態程度能排進瑞涓達璃雅前三，有些神經質，最近瑞娟達璃雅的首相被暗殺，屍體的身體變成猴子，這件凶殺案的兇手如今下落不明。
有參與對吸血族的迫害。
LS·耶枸·山姆
主職業：〈咒術王〉
外號：〈兒童機會〉
創胎：領域型【順逆時在 夢幻島】
瑞涓達璃雅戰隊排名第一<YLNT俱樂部>的經營人。性別不詳，廣域制壓型，有著雙重戀童癖，嗜好幼兒和變成幼兒的人，穿著綠色衣服的假面變態，導致瑞涓達璃雅被稱為變態之國的主要原兇。只接受不滿13歲的人，認為13歲以上的人的空氣和瘴氣一樣，為此採集蘿莉和正太周圍的空氣裝在氧氣罐裡，道具箱裡放了五十打（600個）。
【順逆時在 夢幻島】
自由操縱進入結界的對方的年齡。
技能《幼時的回歸》
能將對方的身體和精神在一定時間內回到幼年期（主宰的精神不會受到影響），由於是buff，所以無法防禦。經過1小時後就會自動解除。回到小孩子的狀態時HP會恢復，可以作為一次的完全恢復的技能使用。
技能《無垢的回歸》》
以對方重置職業作為交換條件，身體和精神回到小孩子的狀態。
技能《終點的追放》
結算《回歸永遠》，將時間加到目標身上，每1分鍾老化2年，使對方急速老化超越壽命則直接化為塵土。
必殺技《回歸永遠》
必殺技，在射程範圍內，一分鐘換算成成長兩年。
天空院翼神子(星空歷)
主職業：〈召喚姬〉
外號：〈决鬥者〉
創胎：??型【????】
玲二高中時代所屬的社團【電遊研】的部長，20歲，在抽卡扭蛋方面有神秘的特技，命中率高，現實中是有錢人，瑞娟達璃雅所屬的準超級，被譽為最強的準超級之一，在現實中是玲高中社團電研社的原社長，喜歡卡牌類遊戲，自稱用卡牌遊戲占卜出玲在學校遇到的人，還完全正確，被謠傳是預言類超能力者，在高中社團集訓中到她家的別墅，玲表示社長真有心居然請人來做鬧鬼的特效，召喚師的固有技能召喚契約冷卻一個月，需要準備媒介，將MP跟媒介作為代價跟自然界的怪物簽訂契約，簽訂完後怪物會進入媒介中，只要使用召喚師的技能注入MP製作有時限的臨時身體，只是契約的對象直到召喚出來是不知道是什麼的，召喚對象越強消耗MP越多，第一次契約會有召喚師協會會有新人援助提供媒介跟MP，但之後就要自己準備，召喚速度視媒介的魔力流通速度不同，通常召喚地點的魔力越高召喚出來的強度越強，七大國家中媒介最好魔力最充配的國家就是瑞娟達璃雅，所以她才會所屬瑞娟達璃雅，自稱不是變態，為了召喚出好東西甚至到妖精女王的王座上召喚，現在人在沙漠中移動。
遊戲裡的名字取自《遊戲王》裡的三幻神，天空龍・翼神龍・巨神兵。

### 監獄
富塔
主職業：無（合計等級：0）
外號：〈天道無視〉
創胎：使徒 兼 ？？型【終焉侵蝕 阿波卡利普斯】
監獄的第一個收容者，監獄裡的神造迷宮就是為了隔離他才建造的，每天登錄就被鎖在迷宮裡的一間牢房，不斷的侵蝕ID的資源，目標視乎是想要將ID改造成什麼
【終焉侵蝕 阿波卡利普斯】
第一個達到＜超級＞的創胎，稀少的使徒型，被富塔拒絕交流，所以說話的方式很像機械，接近他的任何人事物皆會被侵蝕（就算是甘蒂那肉眼看不到的病毒和細菌也是），然後出現亂碼，甚至從亂碼中跳出不同世界觀的怪獸，侵蝕還會繼續傳播，若是沒有即時處理，會擴散到整個監獄，之前有人就是被侵蝕後沒有即時自殺，還把侵蝕帶出迷宮，導致侵蝕擴散，幸虧【狂王】把整個區域消滅掉，被侵蝕者如今還留下後遺症。
餓鬼道戲畫丸
主職業：〈粉碎王〉
外號：
創胎：武器型【印殺拳 番天印】
天地決鬥榜第10，戰隊〈六道混沌〉的經營人，天地是一直在戰爭中的國家，群雄割據，大名們爭奪彼此的領地，就算是形式上的領袖征夷大將軍也只是領地較多的大名而已，這裡的提安戰士的強度是七大國家之最，綜合等級平均300以上，也因此能在這立足的玩家在其他國家中都是頂尖的那群，雖然在這裡只是決鬥第10，但在王國相當於決鬥第五，在魂賣的誘騙下率領戰隊襲擊暫時沒有大名保護的村落打算把村名當奴隸賣掉卻被後來趕到的山賊王大漠制止，然而魂賣使用創胎控制並攻擊大漠被大漠全滅，後來到監獄打算立於監獄的頂點便襲向犯罪王卻被犯罪王的金剛石之抹殺者殺到只剩餓鬼道戲畫丸，然後在犯罪王的提議下跟葛培拉對決並慘敗後給她取了惡夢的別稱。
【印殺拳 番天印】
能夠將打擊到的部分無論是否為生命體都變為觸碰式炸彈，因為是直接變為炸彈所以是無視對象防禦力。
必殺技《大破壞之證》：是最大輸出的炸彈變化，就算不是印在對手身上只要在爆炸範圍內也能靠爆炸威力擊殺敵人，在準超級中屬於下位，因為職業跟創胎並不合適，因為爆炸的威力跟STR無關，爆炸的威力是固定的，而且奧義跟炸彈化都一樣是無視防禦力，這點又重複，如果是速度特化那瞬間就能衝到對手面前印上炸彈化，就算防禦力高也直無視直接爆炸

### IF
傑克史・維爾菲
主職業：〈犯罪王〉
外號：〈黑暗心〉
創胎：身體型【始源萬變 努恩】
罪狀：〈天蓋山〉侵入，第三王女誘拐事件，菲利貝爾伯爵邸慘殺事件，聖女剝奪事件，其他多數重大事件
以王國為活動據點的〈超級〉之一，也是非法戰隊〈IF〉的經營人，因超級職業【犯罪王】的技能【犯罪史】的因素，只要犯罪就等同於職業任務，因此能獲得大量的經驗值，總等級在與修決戰時高達２９８０。
在「聖女剝奪事件」時，利用創胎的能力，成功從某家族奪走需要特別血緣才能任職的超級職業【聖女】。
外表十分的普通，看起來就像一位經常戴著墨鏡的黑髮年輕人。
個性與他可怕的聲譽相反，杰克史是一個非常溫和的人，可以輕鬆地與他人交朋友，甚至是隱居的龍王。但是，這掩蓋了他天性的陰暗面。由於出生的特殊情況，杰克史感到自己似乎缺乏具體的自我意識，因此試圖在《Ｉｎｆｉｎｉｔｅ　Ｄｅｎｄｒｏｇｒａｍ》中找到這種自我感。
最初在進入《Ｉｎｆｉｎｉｔｅ　Ｄｅｎｄｒｏｇｒａｍ》時，問了柴郡是不是真的可以成為任何一種人，而柴郡回了「不管想成為好人、惡人、英雄、魔王、國王還是奴隸都可以」，而杰克史就用擲骰子的方式決定了要成為惡人，所以成為在王國犯下綁架皇女、擅闖禁地、聖女剝奪...等大罪的【犯罪王】。
在第一次鋼騎戰爭前，與修死鬥戰敗後就關進監獄，因死懲前修給予的建議，在監獄裡開設了一間咖啡店，日後成功逃獄。
在古洛厲亞事件中受天龍王之托暗中擊敗了古洛厲亞的斷尾的尾巴，也是第四顆頭後，獲得了特典武具〈再誕器官 古洛厲亞δ〉。
【始源萬變 努恩】
為全身替換型的超級創胎，可將杰克史的身體轉變成史萊姆。由於此創胎具有多種功能，因此努恩授予杰克史的能力值負補正，將其所有數值降低50％，有將近3000的等級，但其能力值只接近1500等。
技能《變形》：能使杰克史轉變成其它生物的能力，也能模仿被他觸摸的人創胎的技能，若等級與被模仿者的等級相同，只能摸仿其一半的數值，當SP歸零時，連人型都不能維持。
技能《史萊姆》：努恩的被動技能。由於全身以置換成史萊姆，使杰克史不受物理及疾病傷害，也不再需要氧氣，可以不斷增加其體積，甚至分裂。同樣，HP對杰克史而言不再是他的生命力的全部數值，而是他的化身的總量，因此必須將其徹底摧毀才能被擊敗。
技能《裂靈》：努恩進化為上級胚胎後學習的一種主動技能，它使杰克史如同骰子的六面一般，最多分裂成6個不同的身體。即使杰克史的 HP /總體積不足以分為6個身體，該技能仍會激活。停用該技能時，HP /體積最大的身體將保留成為本體，而其他身體將消失。杰克史的HP /總體積和通過升級而獲得的HP相加會除以他分裂的數量，除非獲得死懲否則不會恢復正常。
必殺技《吾賦萬貌》使杰克史可以完美地轉變成他所擁有的庫存內的任何人，包括該人的職業，技能和創胎（甚至達到第七型）。該技能持續30分鐘，並由杰克史犧牲500等來發動。在此期間，甚至可以不需支付成本代價就使出需要特殊成本或條件才能發動的技能。
潔塔
主職業：〈盜賊王〉
外號：〈四海封滅〉
創胎：領域型【氣哭啾啾 烏拉諾斯】
罪狀：偷竊葛藍巴絡亞和黃河帝國國寶
因超級職業【盜賊王】的技能【絕對偷竊】的因素，晉身偷竊率提升到絕對命中，這讓潔塔能直接偷出對手的心臟。
在討伐【雙胴白鯨 雙身莫比迪克】時，利用創胎的能力，以空氣壁推開海水，在海上開了個大洞。
原<葛藍巴絡亞七大超級>之一，14歲，虛擬形象的全身用繃帶包紮起來，有著乾屍般的風貌，繃帶下是五官端正的美少女。唯一的來著地球外的主宰，生活在火星，為了逃避現實和避難來到了《Infinite Dendrogram》。
【氣哭啾啾 烏拉諾斯】
通過控制大氣的密度、組成和氣壓來進行光學迷彩和防禦，從空氣炮到真空化的廣域制壓和和充滿氧氣達到廣域殲滅的超萬能型創胎。
《CODEⅠ：起泡》：形成壓縮空氣彈。
技能《CODEⅡ：防空壕》：生成真空、將空氣層疊加多層的隔熱壁和物理防禦的壓縮空氣牆。
技能《CODEⅢ：幻景》：進行光學迷彩。
技能《CODEⅢ：大炮》：從多個方向打出空氣彈。
必殺技《天空絕對統治圈》一定時間內提高技能的輸出，也可以操縱大氣中分子的密度和量，可以以構成大氣組成的原子為基礎生成其它原子。與自動化的其他技能不同，大氣的控制必須由澤塔進行手動操作。通過從大氣成分生成氘元素和氚元素，引起核聚變反應，再現常溫常壓下“潔淨”的小規模氫彈，將烏拉諾斯最大的缺點-輸出 強化到極限，曾經用必殺將大海分出陸地，也能調整空氣結構創造出氫彈，缺點是要手動操作，可能會自爆。
瑞斯可·黑色縞瑪瑙
主職業：〈器神〉
外號：〈遺跡殺手〉
創胎：增強·演算型【無盡連接 機械降神】
罪狀：破壞國家擁有的〈遺跡〉
〈IF〉的副經營人，20多歲，傑克史被關期間暫時代管戰隊，持有煌玉人【瑪瑙之設計者】瑪奇娜，將探索到的遺跡物品銷售給黑色組織的武器商人，因為一定會破壞探索完的遺跡而被人所熟知，以“不要對別人說謊和隱瞞”為信條。
【無盡連接 機械降神】
齒輪樣貌的創胎。能將巨大地下<遺跡>整個收納，獲取機器的構造，也可以控制不可控的機器，現在搭載在煌玉人【瑪瑙之設計者】瑪奇娜破損右眼部分維持著其運行。
《連接》：無視原本零件形式和規格的不同，和作為對象的機器連接起來。可以取得連接機器內部所包含的信息，完全掌握其內部的構造。
《垃圾箱》：將創胎碰觸到的機械--連同線路連結的其他機械--通通收入創胎中，上限連拉斯卡爾自己都不知道，連IF的據點--3000米的特級戰艦---都能收納，除了裝有防盜機構和機械類怪物等例外，都可以立即收納。
愛蜜莉·基林斯頓
主職業：〈殺人姬〉
外號：〈屍山血河〉
創胎：武裝型【魂喰雙斧 約納爾迪巴茲特利】
罪狀：殺害數萬提安
10歲，現實中住在精神病院裡，是【器神】瑞斯可的好友的妹妹。將卡爾迪納戰隊排名第二位的<五角大樓>469名成員全部殺光，總計殺害主宰、堤安3萬人以上，等級超過500。平時是個口齒不清、個性天真爛漫的孩子，但只要稍微感受到一點惡意，就會切換成自動殺虐模式，對判斷為懷有敵意的對象進行無差別殺害。不死身，作為創胎的雙斧只要不被破壞，就會不斷復活。
【屍山血河】
【殺人姬】的奧義。全部能力值（包含LUC）提升人類範疇生物討伐數相同的數值。【殺人姬】的就職條件是“人類範疇生物討伐數在1萬人以上”，所以最低限度也會使全部能力值上升1萬。愛蜜莉使用這個技能使全部能力值上升了3萬以上。
【魂喰雙斧 約納爾迪巴茲特利】
血色的一對雙刃斧。擁有將生物的經驗值回收、儲存，當愛蜜莉死亡時會將儲存的資源釋放並使之復活的能力。雖然擁有非常強大的固有技能，但是因為大部分資源都花費在那，所以能力補正為最低的“G”級，比“下級創胎”還低。
若是愛蜜莉陷入無法行動的狀態，兩把手斧會自己飛起來擊殺愛米莉，讓愛蜜莉復活順便解除異常狀態，只有在雙手「裝備」著創胎的時候才能復活。雖然擁有廣域殲滅型的必殺技，但都沒有使用的時機。
《適者生存》：再現管理AI1號愛麗絲進行的虛擬形象再生工作，不經註銷瞬間進行，只消耗資源，次數本身沒有限制，只要資源儲存不耗盡，就可以無限地複活，殺害100等的人能獲得100單位的資源，928等的愛蜜莉要復活需要9280單位的資源，沒有冷卻時間和使用次數，直到資源用完，最可怕的是，不光是人類，愛蜜莉還屠殺了大量的怪獸，其數量絕不亞於人類，所儲存的資源多到無法衡量。
必殺技《收穫時刻為夜天之...》:效果不明，足以輕易殲滅都市國家的廣域殲滅行必殺技能。似乎只能在夜晚使用，但在技能宣言結束前便被不知情的張葬奇打斷。
拉·克里瑪
主職業：〈賣魂者〉
外號：〈改造人源〉
創胎：進階 兼 軍隊型【真相竄改 IDEA】
罪狀：提安的綁架及販運
因為進行了大量人體改造和販賣，所以被通緝。外道，最有錢的主宰TOP5,使用寄生蟲進行改造，為了尋找強力的素材而潛入天地，被廣域殲滅型的【殲滅王】和【放蕩王】襲擊仍然存活。
改人「在拉.克里瑪改造的諸多改人中，以【精鐵】及【歌詠】最為強大，平常以推著輪椅的黑色男人與坐在輪椅上的白色女人出場，來代替正體不明的拉.克里瑪，【精鐵】的戰鬥力甚至能空手接下【炎王】的奧義《恆星》」
【真相竄改 IDEA】
貌似寄生蟲，能改造融合寄生的人
葛蓓菈/菊子·佛蒙特
主職業：〈大獵人〉
外號：〈惡夢〉
創胎：世界·守衛型【唯我六尊 阿爾哈薩德】
罪狀：在王國連續強盜殺人，偷竊卡爾迪納國寶
17歲，在王國引發的殺人事件，並嫁禍給修，最後失敗被關禁在了監獄裡。雖然是任何人都無法識別的強大的創胎，卻因為一直在欺騙自己而失敗，但在監獄收容後，杰克史對其職業構成和性格等諸方面進行了矯正。
【唯我六尊 阿爾哈薩德】
從恐怖電影中跳出來的怪物一樣異形的姿態，其手臂是像螳螂一樣銳利的鐮刀。除了葛蓓菈本人以外無法用六感察覺，也不會被生物，機械式的感應器和使用魔法的警戒網察覺到，《危險察知》與《殺氣感應》等感官技能同樣無效。主宰手上的創胎徽章也能隱藏，由於大部分資源都用於隱藏能力，所以只有純龍級的戰鬥力。
必殺技《肉全食》：必殺技，與葛蓓菈合體，提升其能力值後，達成無聲、無息、無味、無感、不可視的完全隱密，受到其攻擊者要一段時間才會發現自己受傷了（HP也不會減少），道具也是被破壞後一陣子才會發現（明明拿出道具箱了卻取不出道具），缺點為無法同時消除葛蓓菈和敵人的痛覺，若是葛蓓菈開啟自己的痛覺，則被攻擊的人不會感到疼痛
甘蒂·卡內吉
主職業：〈疫病王〉
外號：〈絕國〉
創胎：軍團·武器·演算型【惡性神威 瑞許夫】
罪狀：消滅小國梅希姆，殺害十萬人的提安，殺害【勇者】
美少女的外表，但無論是現實還是虛擬形像都是男性，10多歲，等級超過2000，殺害堤安最多的主宰，殺害了【勇者】後從其手中奪取了超級武具【試制滅丸星兜】，最後被【絕影】擊敗關進了監獄。在監獄中敗給了【狂王】和【犯罪王】。雖然幾次失敗，但最終還是單獨討伐了規格外的【災菌武器 ????】，有前世是神的記憶，似乎對世界的真相有一定的了解。
【惡性神威 雷瑟夫】
和人差不多的大小燒瓶，球體部分的表面有著等間隔的開孔。內部放入生物細胞和素材，就會自動研究、開發、繁殖對那種生物發揮效果的細菌，向周圍散佈。放出後的細菌會自動繁殖，效果範圍為半徑50公里以內。
《溶於土中的未來》：釋放出同時引起重度病毒系·拘束系狀態異常的細菌。
《逐漸崩潰的現在》：釋放出從內外侵蝕生物身體的肉食細菌。不會引起病毒系、拘束系狀態異常，有著只在白天活動的缺點。
《滿是窟窿的過去》：釋放出讓已經感染的疾病效果活性化的細菌。
必殺技《疫病神的實驗場》：必殺技，詳細不明，正要用出來時被"超級殺手"擊殺。

### 無所屬
埃爾德里奇
主職業:〈強奪王〉
外號:〈武器殺手〉
創胎:全身武裝型【奮骨碎刃 骷髏】
美國人，外表為留有紅色長髮，身穿紅色大衣的青年。原〈哥布林街〉的經營人。因被以屍解仙為首的地神、大提督及斬神等〈超級〉打敗，名身敗裂。在死之方舟篇中，因知道菲菲及妮雅拉(〈哥布林街〉中，留在埃爾德里奇身邊的最後兩人)會永遠支持自己後，選擇與〈殺人姬〉戰鬥，但因瑞斯可·黑色縞瑪瑙的亂入而接受死懲，接受死懲前受瑞斯可邀請進入〈IF〉，但埃爾德里奇拒絕並表示自己的戰隊只有〈哥布林街〉一個。其創胎之必殺技可完全克制〈殺人姬〉。
奧義《豪氣大掠奪》:能力值掠奪
【奮骨碎刃 骷髏】
外貌為金屬製的全身骨骼。
〈死後遺物〉:雙手處於非裝備狀態時，提高全身金屬骨架的骨骼強度及埃爾德里奇的END，足以和神話級金屬匹敵。
〈擁有意識的死者屍體〉:雙手處於非裝備狀態時，才可與主動技能並行啟動。可把〈強奪王〉的技能設定在雙手上同時啟動與冷卻時間的減少。
必殺技〈不需要陪葬品，只是歸還而已〉:以雙手處於非裝備狀態時及持續戰鬥300秒為條件，無視耐久度，破壞對方雙手裝備中的其中之一。
貝涅特納許
主職業:〈冥王〉
外號:〈不滅〉〈破滅重來〉
創胎:處女兼城堡兼另類規則【冥導靈后 普西芬妮】
披著藍色大衣，看起來很消瘦、不怎麼健康的銀髮青年。在卡爾迪納見證一名少女的死於非命，為了拯救靈魂，為自己設立了讓創胎進階至第八型態的目標。
職業奧義《奪命爆裂》:與【大死靈】的奧義《奪命攪碎》成對，是【高位靈術師】的奧義，將怨念為基礎轉變成能量後引爆，若是200多人慘死後累積的怨念，其爆炸威力甚至能匹敵《真火真燈爆龍霸》。
奧義《觀魂眼》:顧名思義，可以看到靈魂。
【冥導靈后 普西芬妮】
紫色頭髮的處女型，個性跟利維坦處不來，非常的矮，深愛著自己的主宰，稱其為"夫君"，技能《死者覆罩》能消除召喚出的不死者的弱點，如陽光、火，Type：城堡是讓與其有契約的靈魂保存在體內。
技能《亡者甦醒》使用觸媒召喚亡者，皆歸類為不死生物，最常召喚的是曾為古代傳說級【刃龍王 鐸拉葛耶鋸】的【高端王刃骷髏龍】亞拉岡。
必殺技《冥導回歸門》:以一個特典武具為祭品，在天空中召喚一個大門，效果為限時內復活一個人、組織或是怪物，連同生前的職業、等級、武具都能完全復活，已亞拉岡為例：用必殺召喚出來的就不會是不死生物的【高端王刃骷髏龍】，而是真正的【刃龍王 鐸拉葛耶鋸】，但是不能控制指揮他們，通常都是彼此之間定下契約來互助，復活者的活動時間是由做為祭品的特典武具所蘊含的資源量及復活者的消耗量來決定。

### 其他
柴郡（聲：井澤詩織）
主職業：〈貓神〉
外號：〈貓妖屋〉、〈難關〉
負責〈Infinite Dendrogram〉運營的十三位管理AI之一，通稱「管理AI十三號」柴郡。負責雜務與新手說明教程。有著拉長句尾的習慣。
主要的活動範圍在王國。中意的主宰有【犯罪王】與玲，因此特別關注他們的活動。
除管理AI一身分外，柴郡也以王國決鬥排行榜第二名〈貓妖屋〉湯姆貓活躍於王國中。在〈Infinite Dendrogram〉營運前便已開始活動，被認為是作為王國主宰的試煉而存在。
真實身分為其中一具到達第∞型態的創胎【無限增殖 古靈貓精】。能夠在瞬間創造出無限的猛獸分身，並且只要有一具分身存活就無法殺死。在2000年前被稱為毀滅上古文明的「猛獸之化身」。因為負責的區域是對【大賢者】弗拉格曼禮遇有加的茲拜亞皇國，使弗拉格曼特別憎惡他，而針對其設計出了【阿克拉・巴司塔】。
在開服前600年也曾為了讓〈主宰〉的概念扎根於堤安心中，作為三位絕對強者之一〈貓神〉薛丁格貓存在。
作為主宰活動時，分身被限制在8個，而且召喚也需要1秒左右的時間。
為了不破壞〈Infinite Dendrogram〉內的貨幣均衡，贈與新手的初期資金是以他在王國內活動時自己賺得的。

## 名詞解釋
INFINITE DENDROGRAM
於2043年7月15日發售的潛行型VRMMO。與在此之前多次研發的失敗品不同，成功再現了與現實世界無異的景像和五感，還有著不受現實世界影響的完全潜行的機能。遊戲內的體感時間比起現實世界快上3倍，玩家有著與自身性格相符的創胎，加之有著過千種不同的職業可供選擇，如此無限的可能性吸引無數人的興趣而一直人氣高昂。
主宰
玩家在遊戲內的別稱。
職業
主宰和提安都可以在INFINITE DENDROGRAM中選擇的職業。職業可以被劃分成多個系統，而可以選擇的系統和職業亦受主宰所在的國家和自身所達成的某些條件影響，同一系統中亦會衍生出不同的下級職業、上級職業和超級職業，衍生的職業取得條件以及技能各有不同，部分甚至可以改變就職者的種族。主宰最多可以同時持有6個等級上限50的下級職業和2個等級上限100的上級職業，合計500等。而超級職業則必需達成一些高難度的條件以及完成相應的試煉方能擁有，而且每一個超級職業只有最先達成條件的人可以就職，超級職業皆只有一個名額，不會與別人重複，與一般的職業不同，超級職業並沒有等級上限，甚至存在著等級破千的人。
超級
指持有第7形態創胎的主宰，並不是指就任超級職業。因為超級創胎的特殊性，超級大多都擁有壓倒性的能力，單以戰爭而言，一名超級已可大幅改變戰局。就任超級職業並持有第6形態創胎者被稱為準超級，目前超級的人數還沒超過100人。
UBM
世上只會存在一體，永遠不會再有一模一樣的存在，Unique Boss Monster的簡稱。存在著自然誕生亦有管理AI特制的個體。可依其討伐難度分為軼事級、傳說級、古代傳說級、神話級、SUBM和Irregular。
【無限進化 進化】：傑柏沃基的半身，同時也是第一個UBM。
SUBM
超級的UBM被稱為【SUBM】，目前出現五隻。分別是：
【一騎當千 唯一至尊】：第一體的SUBM，外型為大約1000共尺、穿着全身鎧的石像鬼，出現於多錸夫皇國的廢墟裡，暗中被【獸王】【冥王】共同擊敗，【獸王】獲得全身鎧【半騎天下 絕頂至尊】，【冥王】獲得召喚首飾【半騎地上 底極至尊】。
【雙胴白鯨 雙身莫比迪克】：第二體的SUBM，被世人認知的第一隻SUBM，出現於葛藍絡巴絡亞，是一隻能用海水來治癒傷口的超巨大白鯨，由【大提督】及【盜賊王】共同擊敗，分別獲得【鯨嗣鋼 左身莫比迪克】(原本是素材，其擁有者委託做成子鯨型的自律形成長兵器)和【??? 右身莫比迪克】(名字未知)
【三極龍 古洛厲亞】：第三體SUBM，也是公認目前為止最強大也是最完整的SUBM,外型為金色的三頭龍，出現於阿爾塔王國，由【超鬥士】【女教皇】【破壞王】【犯罪王】逐一擊敗，分別獲得【極光龍牙劍 古洛厲亞α】【絕死邪眼 古洛厲亞β】【臨終機關 古洛厲亞γ】【再誕器官 古洛厲亞δ】，並造成一座都市消失，王國大面積肥沃土地壞死(雖然王國不缺那點土地)，王國戰隊排行第二的<巴比倫戰鬥團>解散，王國決鬥排行第三的【劍王】引退。
【四靈萬象 肆靈】：第四體SUBM，出現於黃河，由黃河四靈擊敗，由決鬥排行榜第二名的【屍解仙】獲得匕首【應龍牙 肆靈·壹】，戰隊排行榜第一名<輝麗愚民軍>經營人【舞姬】獲得對扇【鳳凰翼 肆靈·貳】，【總司令官】獲得十二個巨型浮游盾牌【靈龜甲 肆靈·參】以及黃河帝國最強<超級>【武神】獲得【麒麟■ 肆靈·肆】
【五行滅盡 滅丸】：第五體SUBM，出現於天地，沒有造成傷亡，就靜靜的站在海上等待他人的挑戰，由【山賊王】【銃神】【勇者】(堤安)擊敗，分別獲得【試作滅丸星薙】【試作滅丸星弓】【試作滅丸星兜】，第十七卷得知，最後擊敗的是新手【逃忍】芽豆；玲的大學同學，獲得【試作滅丸星鎧】，【拔刀神】或許有參與挑戰，並獲得【試作滅丸星刀】(在十二卷得知【拔刀神】擁有一把紅色刀鞘的太刀，其氣息讓玲感覺跟【超鬥士】所持有的【極光龍牙劍 古洛厲亞α】類似以及其刀身上有滅丸二字，或許就是【拔刀神】有參與挑戰並獲勝的證據)
【六門開口 陸門】：第六體SUBM，未詳述(第十一卷提及)。
【七曜統率 元素指令】：第七體SUBM，未詳述(第十一卷提及)。
特典武具
成功討伐UBM後，給予貢獻度最高主宰的獎勵物品(無法轉讓或販賣)。以對應UBM自身的特性及靈魂具現化後而成的武具，會因應主宰的需求而進行性能調整，有時會誕生罕有性能。
Irregular
規格外的UBM，〈SUBM〉亦是從這之中挑選的。
排名者
在每一個國家中都有著顯示隸屬於該國家的主宰排行榜，於討伐、決鬥和戰隊（氏族）三個範疇中的位列頭三十名之主宰的主職業和名字會被刊載於國家排行榜上。
討伐排名是指討伐怪物後獲得的分數排行，由於討伐大量上級怪物的效率比起討伐單體BOSS級怪物高，所以排名者多為廣域殲滅型主宰。
決鬥排名是指在決鬥設施中進行決鬥後的排名，首三十位排名者可以任意向比自身上位者提出挑戰，想向首三位排名者挑戰的話，排名必需僅次於接受挑戰者。非排名者想提出挑戰時必需先參加預選賽以獲得挑戰權。
戰隊（氏族）排名是指完成氏族任務後所獲得的貢獻度排名，只有氏族的首領會成為排名者，同時因為以貢獻度作為排名依據，成員較多的氏族更容易上榜。
戰爭事件
在INFINITE DENDROGRAM中亦屬於比較特殊的事件，一但兩個國家處於戰爭狀態便只有隸屬於兩國的排名者主宰可以登入並參與於戰爭之中。因為氏族除首領以外的成員亦可以參與，所以在非排名者在戰爭前加入排名氏族亦十分常見。雖然戰爭時甚至會展開戰爭結界，但仍會受第三勢力干涉，在第一次騎鋼戰爭中多錸夫皇國受卡爾迪納牽制而從阿爾塔王國退兵。
第一次騎鋼戰爭
大約於本篇故事開始前現實時間兩個月前，多錸夫皇國對阿爾塔王國發起的侵略戰，因多錸夫皇國以機械技術聞名而阿爾塔王國則以騎士團，所以兩國之間的戰爭被稱為騎鋼戰爭。多錸夫皇國以大量獎賞吸引了國內大部份的主宰參與了戰爭包括多錸夫所屬的兩名超級和當時未成為超級的Mr.富蘭克林，而阿爾塔王國當時的四名超級則因各種原因而沒有參戰，加上皇國的手段令王國的主宰參戰意欲低下。最終王國因缺乏大多數主宰的支持而落得國王、超級職業<天騎士>的近衛騎士團團長與超級職業<大賢者>的宮廷魔術師以及大部份王國政要人物死亡，並失去三分之一的國土。而皇國雖然獲得了勝利，但因獎賞過量而令國庫拮据，同時皇國原本受糧食問題影響，令皇國處於必須侵略其他國家的境地。
戰鬥風格
在INFINITE DENDROGRAM中主宰的戰鬥風格大致可分為三種，分別是個人戰鬥型、廣域壓制型和廣域殲滅型，基本上受所屬職業和創胎的特性影響，亦因此可以同時擁有不同的戰鬥風格。
個人戰鬥型是大多數的主宰和提安所屬的戰鬥風格，對周邊環境的適應能力高亦比較安定，一對一時最能有效地發揮戰鬥的能力。但在保衛戰時處於防守方的話便會被廣域壓制型剋死，容易變成要守護的東西被摧毀但自身卻依然健存的尷尬狀況。同時亦有被稱為個人生存型的衍生風格，更為著重自身生存的風格，應付複數敵人的能力比個人戰鬥型更差。
廣域壓制型是針對特定據點對幾千甚至幾萬為單位的敵人進行侵略或壓制的戰鬥風格，大多數都有著強力的鎮壓或牽制手段，職業為<XX將軍>的主宰或提安大多都屬於這個類型。在保衛戰或侵略戰等條件下最能發揮其能力，在擅長侵略的同時亦比起另外兩種風格更擅長保護複數的守護對象，但被廣域殲滅型剋制。缺點為每次戰鬥前的準備時間較長，同時亦需要很高的成本。
廣域殲滅型是一種單獨個體針對廣闊範圍以極高火力進行殲滅的戰鬥風格，與能夠區分敵我並不一定要殺戮的廣域壓制型不同，廣域殲滅型只能以無視敵我的方式進行殲滅。因為能有效殲滅複數個體，等級的上升變得較為容易。缺點是，缺乏火力的控制，對環境的破壞十分巨大，同時戰場上有大量同伴的場合亦沒有辦法輕易使用。

### 創胎
遊戲內玩家的專屬能力，其初始形態為一鑲嵌於左手之寶石 (第 0 形態)，透過分析玩家性格以不同物件甚至生物之形態誕生(第 1 形態)，故此所有創胎均是獨一無二。創胎隨著玩家成長會持續累績經驗到達一定程度時可進化，進化後會獲得新能力，目前已知創胎可進化至第 7 形態，持有第 7 形態創胎之玩家目前尚不足百人且全為遊戲中的頂尖戰力，同時會被稱為〈超級〉。第 1 形態-第 3 形態被稱為下級創胎、第 4 形態-第 6 形態被稱為上級創胎、第 7 形態被稱為超級創胎，第六型態基本上是一個冠上創胎名字的必殺技。
乙女型(處女型)
以人類少女姿態存在的稀有創胎，必然會與使徒型以外的一種類型混合。平時會以少女的姿態活動，戰鬥時則會以其對應的另一種創胎類型顯現，但亦可維持少女姿態戰鬥。據雨果所說，把乙女型偽裝成另一個主宰使敵人戒備才是正確的戰略。擁有此類型創胎的主宰都有著「不認為＜Infinite Dendrogram＞是遊戲，而且認為這裡的生命與現實中有著同等的份量。」的想法。
乙女型創胎有著緊急進化機能，危急時，可透過讀取和分析主宰身邊的資訊而緊急進化至下一形態。
武裝型
最為普遍同時亦是有著最為多不同形態的創胎，以包括武器、防具、道具、飾物、甚至義肢和義手等形式存在。擁有此類型創胎的主宰都有著富有勇氣、不怕受傷、莽撞、有人情味和熱血等特質。部份上位武裝型有著兵器特化(ウェポン)或演算能力特化(カリキュレーター)的特質。
守衛型
以生物的姿態存在，負責保護主宰的怪物。擁有此類型創胎的主宰都有著膽小、害怕受傷、怕寂寞和希望被人保護等特質。部份上位守衛型有著群體特化(レギオン)或單體強化(ガーディアン)的特質。
城堡型
以類似城堡的姿態存在的創胎。擁有此類型創胎的主宰都有著內向、溫柔、細心、合群和工匠性格等特質。部份上位城堡型有著針對城堡外側攻擊特化的要塞型(フォートレス)和針對城堡內側攻擊特化型的迷宮型(ラビリンス)。
領域型
以類似結界形式存在的創胎。擁有此類型創胎的主宰都有著容易積累壓力、有自己原則、獨來獨往，明哲保身和支配欲強等特質。部份上位領域型有著針對主宰自身以外干涉特化的世界型(ワールド)和針對主宰自身干涉特化的法則型(ルール)。
兵車型
以可以騎乘或乘搭之物的姿態存在的創胎。擁有此類型創胎的主宰都有著演技好、愛說謊、喜歡迎合別人、輕浮和優柔寡斷等特質。部份上位兵車型有著自身性能強化(ギア)或強化其他搭乘物性能(アドバンス)的特質。
使徒型
與乙女型對應著，以少年的姿態存在的創胎，性質基本上與乙女型相同。擁有此類型創胎的主宰都有著即使討厭也要完成某件事情的使命感。被修認為只有打從心裡討厭〈Infinite Dendrogram〉才能誕生的創胎。
變身型
與主宰角色的身體完全交換的特殊創胎，交換的程度是武裝型的創胎完全無法相比。比起使徒型和乙女型都要更為稀有。只有不介意自己的肉身被替換成其他物品，性格乖僻異於常人的主宰才會擁有。故此，在持有超級創胎的主宰中只有兩名被確認為變身型。

### 國家
在〈Infinite Dendrogram〉中存在著7個國家及監獄地帶，各國或會因領土、資源等而有各種糾紛。
阿爾塔王國
以白岩堆砌的城市為中心，被城牆包圍著的西洋幻想風都市。
位於中央大陸西部，西方三國之一。
有著猶如中世紀般西洋風格街道為特徵的騎士之國。北方與多錸夫皇國、南方與瑞娟達璃雅、東方與大陸中部的卡爾迪娜接壤。可以在此獲得的職業種類是最多的，同時亦有著進入條件最低、難度水平最容易的神造迷宮〈墓碑迷宮〉，整體而言就是一個新手向的國家。
因史上第三體〈SUBM〉【三極龍】的出現導致部分國土變為廢墟，在復興前又遭到多錸夫皇國挑起的第一次騎鋼戰爭，然而當時的4名〈超級〉因各自的原因而沒有參戰，令王國提安側的大部分戰力失去，當中包括兩名超級職業【天騎士】和【大賢者】。此事令大量主宰移藉到其他國家，令其國力更加衰退。
多錸夫皇國
聳立著無數工場、天空皆為黑煙之雲的鋼鐵都市。
位於中央大陸西部，西方三國之一。
位於阿爾塔王國北方，並與其處於戰爭狀態。
在留言板上宣稱我等方為文明的繼承者，科學技術與先民文明的研究盛行，當中又以機械技術特別發達，可謂機械之國。
與一般國家為免向他國示弱而隱瞞〈SUBM〉來襲不同，是少數承認受〈SUBM〉攻擊的國家，攻擊的〈SUBM〉為史上第一體〈SUBM〉【一騎當千】，但因幾近無人命傷亡而沒有任何主宰離國。因國土無法耕種而向阿爾塔王國發動戰爭。
黃河
群山之間彌漫著神秘的空氣、悠久時間長河的缺口。
位於中央大陸東部，以東的國家。
由比【龍王】更上位的種族"古龍"與人類的混血兒後裔古龍人所建成，由繼承龍族血統的皇族統治的龍之國。
人民個個文武雙全，沒有人需要捱餓，國家亦繁榮安定的烏托邦。
除了皇族以外，禁止自稱“龍”，因此臣民的名字裡不會有“龍”字。皇族為了不讓古龍的“血”洩漏到宮外，嚴格管理著婚姻。有著廣大領土，以及宏大的自然環境和魔法技術。黃河帝國的寶庫別名“火藥庫”裡，保管著上上代【龍帝】黃龍人外封存的近百顆寶物獸（UBM）之珠，只有皇帝才能打開。作為國家方針，保護和收集特殊超級職，為了尋求獲得與阿爾塔王國的聖劍相關的特殊超級職位的可能性，以派遣超級參加戰爭和轉讓封印珠十個為條件，提出了第三皇子和擁有“聖劍王”之血的阿爾塔王國第二公主伊麗莎白的婚姻。由於地理原因上派出的援軍被卡爾迪納攔住了，對阿爾塔王國來說是友好的國家。
有著與阿爾塔王國、多錸夫皇國、瑞娟達璃雅加起來一樣廣闊的自然環境，魔法技術是其特長。
確認受史上第四體〈SUBM〉【四靈萬象】襲擊。
卡爾迪娜
被一望無盡的沙漠包圍、巨大綠洲之中的市集。
位於中央大陸中部，與島國天地以外的所有國家接壤，為國家之間交易的要衝。
首都【鐸拉葛諾瑪德】建在【漂龍王 鐸拉葛諾瑪德 】的背上。
雖然佔有著大陸中央的大部分地區，但大多皆為棲息著強大怪物的沙漠地帶，只有綠洲周邊少部分地區有人居住。奉行金錢至上主義，只要有足夠的金錢，一切罪行皆可饒恕，亦因此是各國非法組織的活動據點，是為自相殘殺之國。
有著無論是哪一個國家的技術或物品皆可在此獲得的傳聞，事實上亦因流出黃河國寶封印珠而與其關係惡劣。包括和評議會議長在內，正進行著龐大的計劃，阿爾塔王國和多錸夫皇國的戰爭追究其根源的話，也這個國家所導致的。
葛藍巴絡亞
汪洋之中由無數巨型船舶連接而成的人造大地
在中央大陸外海由複數船隊組成的海上國家。
由分別從事開拓、軍事、貿易和海盜的四大船團組成，而國王則由統領各船團的四大家族選出。在東南西北各個海域均有可用的據點，故無特定的領土概念，現在首都位於西海。
與多錸夫皇國同樣研究先民時期的技術，對海底遺跡的發掘亦同時進行。有著他國無法比擬的造船技術，集合魔法與科學於一身，有著世界最強兵器之一的葛藍巴絡亞海軍總艦〈葛藍巴絡亞號〉。
曾受史上第二體〈SUBM〉【雙胴白鯨】及〈Irregular〉【屍要塞】襲擊，就算是超級職的死亡率亦極高。
天地
櫻花飛舞的木造小鎮、織豐時代風格的城池。
中央大陸最東邊，卡爾迪納以東的第二個國家。
島國一般的存在，和其他七大國家隔絕，與黃河僅一海之隔。國家與戰國時代一般混亂，到處可見的荒野決戰，可謂修羅之國。
以特種超級職的【征夷大將軍】為頂點，在其下方有四大大名家，由於內亂，【征夷大將軍】被殺害的情況時有發生。
最近受第五體〈SUBM〉【五行滅盡】襲擊。
瑞娟達璃雅
在森林中於世界樹的根部所建、精靈、妖精及亞人們居住的秘密花園
歷史最悠久的國家，也是最多新手主宰登錄的國家，結果，所屬的主宰們中有半數是變態，甚至連自認為是異常的其他國家的主宰都說“比不上他們”、“不要和那幫人在一起”這樣可怕的變態很多，不僅如此，犯罪人數也是最多的。也許是因為這樣的現狀，主宰們的創胎也有著極端的能力。雖然國家所屬的超級已經確認有3人，但有盤踞著其他國家所通緝的6位超級形成的罪人同盟。世界上第二巨大的UMB【巨大樹 阿姆尼爾】扎根於此，在領地內有十分多樣的亞人在此居住，也各自尋找到符合自身種族特性的領地，但也因為如此，禁地特別地多，造成很多主宰誤闖而被通緝，是被通緝的主宰人數最多的國家。
目前該國正處於相當陰暗的政治鬥爭中。
位於中央大陸西部，西方三國之一。
與王國為同盟關係。
監獄
與西部風格一般的街道、塵土飛揚的混濁空氣。
隔離所有犯罪者主宰而設立的特殊區域，犯下罪行的主宰在死亡後會在這裡重生，與外界一樣可以進行遊玩，但區域內基本上無法無天，亦有不少〈超級〉存在，有著以蠱毒方式產生〈超級〉的意圖。同時亦是〈Irregular〉【災菌兵器】的隔離場所。

## 出版書籍

### 輕小說
| 集數 | Hobby Japan | Hobby Japan    | Hobby Japan            | 東立出版社         | 東立出版社     | 東立出版社             | 東立出版社     | 東立出版社             | 次元书馆       | 次元书馆      | 次元书馆               |
| 集數 | 副標題      | 發售日期       | ISBN                   | 副標題             | 發售日期       | 首刷限定版 EAN         | 發售日期       | 通常版 ISBN            | 副標題         | 發售日期      | ISBN                   |
| ---- | ----------- | -------------- | ---------------------- | ------------------ | -------------- | ---------------------- | -------------- | ---------------------- | -------------- | ------------- | ---------------------- |
| 1    |             | 2016年10月29日 | ISBN 978-4-7986-1325-3 | 可能性的起點       | 2017年4月6日   | EAN 471-094-555-165-4  | 2019年5月29日  | ISBN 978-986-486-082-1 | 无限之初       | 2020年6月28日 | ISBN 978-7-5142-2984-4 |
| 2    |             | 2016年12月28日 | ISBN 978-4-7986-1363-5 | 不死獸群           | 2017年10月19日 | EAN 471-094-555-342-9  | 2019年12月30日 | ISBN 978-986-486-923-7 | 不死魔兽       | 2020年6月28日 | ISBN 978-7-5142-2985-1 |
| 3    |             | 2017年3月31日  | ISBN 978-4-7986-1432-8 | 超級激突           | 2018年2月22日  | EAN 471-094-555-496-9  | 2019年5月29日  | ISBN 978-957-260-557-8 | 超级战斗       | 2020年6月28日 | ISBN 978-7-5142-2987-5 |
| 4    |             | 2017年6月30日  | ISBN 978-4-7986-1478-6 | 富蘭克林的遊戲     | 2018年5月24日  | EAN 471-094-555-585-0  | 2019年5月29日  | ISBN 978-957-261-045-9 | 富兰克林的游戏 | 2020年6月28日 | ISBN 978-7-5142-2986-8 |
| 5    |             | 2017年9月30日  | ISBN 978-4-7986-1551-6 | 牽繫可能性的人們   | 不適用         | 不適用                 | 2018年8月20日  | ISBN 978-957-261-567-6 |                |               |                        |
| 6    |             | 2018年1月31日  | ISBN 978-4-7986-1620-9 | 〈月世會〉         | 不適用         | 不適用                 | 2019年3月7日   | ISBN 978-957-262-221-6 |                |               |                        |
| 7    |             | 2018年5月31日  | ISBN 978-4-7986-1705-3 | 奇蹟之盾           | 2019年6月10日  | EAN 471-094-555-969-8  | 2020年4月10日  | ISBN 978-957-262-831-7 |                |               |                        |
| 8    |             | 2018年10月1日  | ISBN 978-4-7986-1788-6 | 殘遺的希望         | 2019年8月30日  | EAN 471-094-556-119-6  | 2019年12月30日 | ISBN 978-957-263-303-8 |                |               |                        |
| 9    |             | 2019年2月1日   | ISBN 978-4-7986-1860-9 | 雙姬亂舞           | 2019年12月9日  | EAN 471-094-556-163-9  | 2020年4月10日  | ISBN 978-957-263-754-8 |                |               |                        |
| 10   |             | 2019年6月1日   | ISBN 978-4-7986-1945-3 | 風暴過後，風暴前夕 | 2020年2月27日  | EAN 471-060-104-074-4  | 2020年4月10日  | ISBN 978-957-264-457-7 |                |               |                        |
| 11   |             | 2019年11月1日  | ISBN 978-4-7986-2041-1 | 光榮的選擇者       | 2020年5月7日   | EAN 471-060-104-235-9  |                | ISBN 978-957-265-178-0 |                |               |                        |
| 12   |             | 2020年2月1日   | ISBN 978-4-7986-2119-7 | 愛的樣態           | 2020年8月8日   | EAN 471-060-104-307-3  |                | ISBN 978-957-265-526-9 |                |               |                        |
| EX.1 |             | 2020年7月1日   | 不適用                 |                    |                |                        |                |                        |                |               |                        |
| 13   |             | 2020年6月1日   | ISBN 978-4-7986-2229-3 | 獵首兔之戰         | 2020年11月23日 | EAN 471-060-104-374-5  |                | ISBN 978-957-265-867-3 |                |               |                        |
| 14   |             | 2020年10月1日  | ISBN 978-4-7986-2322-1 | 〈物理最強〉       | 2021年1月28日  | EAN 471-060-104-424-7  |                | ISBN 978-957-266-225-0 |                |               |                        |
| 15   |             | 2021年2月1日   | ISBN 978-4-7986-2416-7 | 〈GAME OVER〉      | 2021年5月3日   | ISBN 978-957-266-885-6 | 不適用         | 不適用                 |                |               |                        |
| 16   |             | 2021年6月1日   | ISBN 978-4-7986-2505-8 | 自黃泉歸來的可能性 | 2021年9月27日  | ISBN 978-957-267-653-0 | 不適用         | 不適用                 |                |               |                        |
| 17   |             | 2021年11月1日  | ISBN 978-4-7986-2505-8 | 白貓搖籃           | 2022年3月14日  | ISBN 978-957-268-782-6 | 不適用         | 不適用                 |                |               |                        |
| 18   |             | 2022年4月1日   | ISBN 978-4-7986-2756-4 | King of Crime      | 2022年7月25日  | ISBN 978-957-269-885-3 | 不適用         | 不適用                 |                |               |                        |
| 19   |             | 2022年9月1日   | ISBN 978-4-7986-2888-2 | 幻夢境之王         | 不適用         | 不適用                 | 2022年12月22日 | ISBN 978-626-347-639-4 |                |               |                        |
| 20   |             | 2023年3月1日   | ISBN 978-4-7986-3043-4 | 沙上狂想曲         | 不適用         | 不適用                 | 2023年7月13日  | ISBN 978-626-360-686-9 |                |               |                        |
| 21   |             | 2023年9月29日  | ISBN 978-4-7986-3307-7 | 弒神               | 不適用         | 不適用                 | 2024年2月22日  | ISBN 978-626-020-509-6 |                |               |                        |
| 22   |             | 2024年10月1日  | ISBN 978-4-7986-3502-6 | 星辰交匯時         | 不適用         | 不適用                 | 2025年2月20日  | ISBN 978-626-023-299-3 |                |               |                        |
| SP.1 |             | 2024年10月1日  | ISBN 978-4-7986-3657-3 |                    |                |                        |                |                        |                |               |                        |
| SP.2 |             | 2024年12月27日 | ISBN 978-4-7986-3724-2 |                    |                |                        |                |                        |                |               |                        |

### 漫畫
由NEEDLESS的作者今井神編繪。
| 集數 | Hobby Japan    | Hobby Japan            | 東立出版社    | 東立出版社             |
| 集數 | 發售日期       | ISBN                   | 發售日期      | ISBN                   |
| ---- | -------------- | ---------------------- | ------------- | ---------------------- |
| 1    | 2017年5月27日  | ISBN 978-4-7986-1457-1 | 2018年6月13日 | ISBN 978-957-26-0424-3 |
| 2    | 2018年1月27日  | ISBN 978-4-7986-1613-1 | 2020年3月19日 | ISBN 978-957-26-0425-0 |
| 3    | 2018年7月27日  | ISBN 978-4-7986-1736-7 |               |                        |
| 4    | 2019年1月26日  | ISBN 978-4-7986-1827-2 |               |                        |
| 5    | 2019年6月27日  | ISBN 978-4-7986-1951-4 |               |                        |
| 6    | 2019年10月26日 | ISBN 978-4-7986-1827-2 |               |                        |
| 7    | 2020年5月27日  | ISBN 978-4-7986-2212-5 |               |                        |
| 8    | 2021年2月1日   | ISBN 978-4-7986-2409-9 |               |                        |
| 9    | 2021年10月1日  | ISBN 978-4-7986-2624-6 |               |                        |
| 10   | 2022年6月1日   | ISBN 978-4-7986-2849-3 |               |                        |
| 11   | 2023年3月1日   | ISBN 978-4-7986-3099-1 |               |                        |
| 12   | 2023年9月29日  | ISBN 978-4-7986-3306-0 |               |                        |
| 13   | 2024年7月1日   | ISBN 978-4-7986-3573-6 |               |                        |
| 14   | 2025年5月1日   | ISBN 978-4-7986-3846-1 |               |                        |

## 電視動畫
2019年1月宣布TV動畫化。

### 工作人員
- 原作：海道左近
- 原作插畫：タイキ
- 導演：小林智樹
- 人物設計：中田正彦（WHITE FOX）
- 系列構成、腳本：百瀬祐一郎
- 背景：Production-ai
- 音樂：平松建治
- 音響監督：小泉紀介
- 動畫製作：NAZ

### 主題曲
片頭曲「Unbreakable」
作詞：hisakuni，作曲、編曲：金崎真士，主唱：悠木碧
片尾曲「Reverb」
作詞：大西洋平，作曲、編曲：黒須克彦，主唱：内田彩

### 各話列表
| 話數     | 日文標題 | 中文標題         | 劇本       | 分鏡       | 演出         | 作畫監督 | 總作畫監督         |
| -------- | -------- | ---------------- | ---------- | ---------- | ------------ | --- | ------------------ |
| 第一話   |          | 可能性的起點     | 百瀨祐一郎 | 小林智樹   | 渡邊純央     | 野村優真、岡田雅人、佐藤 南伸一郎、中澤勇一、西島圭祐 近藤泉、富田佳享                                             | 大野勉             |
| 第二話   |          | 墓碑迷宮         | 百瀨祐一郎 | 羽原久美子 | 安藤貴史     | 飯飼一幸、監物雄太(JFK)、沼田廣 和田伸一                                                                           | 森前和也           |
| 第三話   |          | 超級             | 百瀨祐一郎 | 兒谷直樹   | 三好         | 島崎望、、朱荣双 EverGreen、瀧川和男、中村真悟 西島圭祐、浅利步惟、鳥井祥太(HOTZIPANG) Jang Hee kyu                | 森前和也、大野勉   |
| 第四話   |          | 逆轉如翻旗       | 百瀨祐一郎 | 小林智樹   | 佐佐木達也   | 謝宛倩、鎌田均、南伸一郎 花輪、李慶、李映霞 尤茜                                                                   | 徳田夢之介         |
| 第五話   |          | 地獄門           | 百瀨祐一郎 | 玉川真人   | 鈴木芳成     | Song jin young、多田和春、Hwang young sik 桜井このみ                                                               | 森前和也           |
| 第六話   |          | 小數點的彼方     | 百瀨祐一郎 | 關谷真實子 | 村長         | 火鳥動画制作集団、壽門堂、光の園.アニメーション tap                                                                | 徳田夢之介         |
| 第七話   |          | 決鬥都市         | 百瀨祐一郎 | 上原秀明   | 臼田美夫     | 飯飼一幸、岩田龍治(JFK)、今田茜 監物雄太(JFK)、桑原良介、沼田廣 花輪美幸、森前和也(JFK)、和田伸一                  | 森前和也、大野勉   |
| 第八話   |          | 超級激戰         | 百瀨祐一郎 | 吉田秀俊   | 渡邊純央     | Jang Hee kyu、Kwon Oh sik、Lim Keun soo Shin Jae ik、多田和春、鳥井祥太 Jumondou Seoul、tap                        | 森前和也、瀧川和男 |
| 第九話   |          | 狂宴的開幕       | 百瀨祐一郎 | 青柳隆平   | Kim Hyung il | 中村真悟、西島圭祐、近藤 Jang Hee kyu、Jeong Yeon soon、Oh Eun soo Kim Hyung il、Park Hoon、Jumondou Seoul、シード | 森前和也、瀧川和男 |
| 第十話   |          | 棋盤上的攻防     | 百瀨祐一郎 | 齋藤久     | 木村寬       | 王敏、周健、周林、姜智慧 趙小川、劉冬冬、齋藤久、壽門堂                                                            | 森前和也、瀧川和男 |
| 第十一話 |          | 勝利者的右腕     | 百瀨祐一郎 | 柳瀬雅之   | 木村寬       | Shin Jae ik、Jeong Yeon soon、Kim Hyung il Park Hoon、Oh Eun soo、Jang Hee kyu 多田和春、中村真悟、Big Owl、寿門堂 | 森前和也、瀧川和男 |
| 第十二話 |          | 破壞王           | 百瀨祐一郎 | 青柳隆平   | 黒瀬大輔     | Shin Min Seop、Lee Sang Jin、Kim Seok Yung                                                                         | 森前和也、瀧川和男 |
| 第十三話 |          | 延續可能性的人們 | 百瀨祐一郎 | 島津裕行   | 香原承德     | 多田和春、Jeong yeon soon、Lim keun soo Park hoon、Oh eun soo、Kim hyung il Shin jae ik、寿門堂                    | 瀧川和男           |

### BD
| 卷數 | 發售日期      | 收錄話數       | 規格編號  |
| ---- | ------------- | -------------- | --------- |
| 1    | 2020年4月1日  | 第1話 ~ 第4話  | COXC-1241 |
| 2    | 2020年5月13日 | 第5話 ~ 第8話  | COXC-1242 |
| 3    | 2020年7月1日  | 第9話 ~ 第13話 | COXC-1243 |

## 外部連結
- ＜Infinite Dendrogram＞-インフィニット・デンドログラム-，在成為小說家吧所連載的網站。（日語）
- -インフィニット・デンドログラム- | コミックファイア公式Webサイト （页面存档备份，存于），漫畫版的網站。（日語）
- インフィニット・デンドログラム特設サイト （页面存档备份，存于），特設站台。（日語）
- 電視動畫「〈Infinite Dendrogram〉-無盡連鎖-」官方網站 （页面存档备份，存于）（日語）
- 電視動畫『〈Infinite Dendrogram〉-無盡連鎖-』官方的X（前Twitter）（日語）